# Aumont-en-Halatte
Pour les articles homonymes, voir Aumont et Halatte.
Aumont-en-Halatte est une commune française située dans le département de l'Oise, en région Hauts-de-France, à quelques kilomètres de Senlis, et au cœur du massif de la forêt d'Halatte (6 000 hectares).
Autrefois agricole, la commune est devenue très prisée : de nombreux pilotes et personnels navigants s'y sont installés, suivis par des professions libérales, magistrats, chirurgiens et commerçants.

## Géographie

### Description

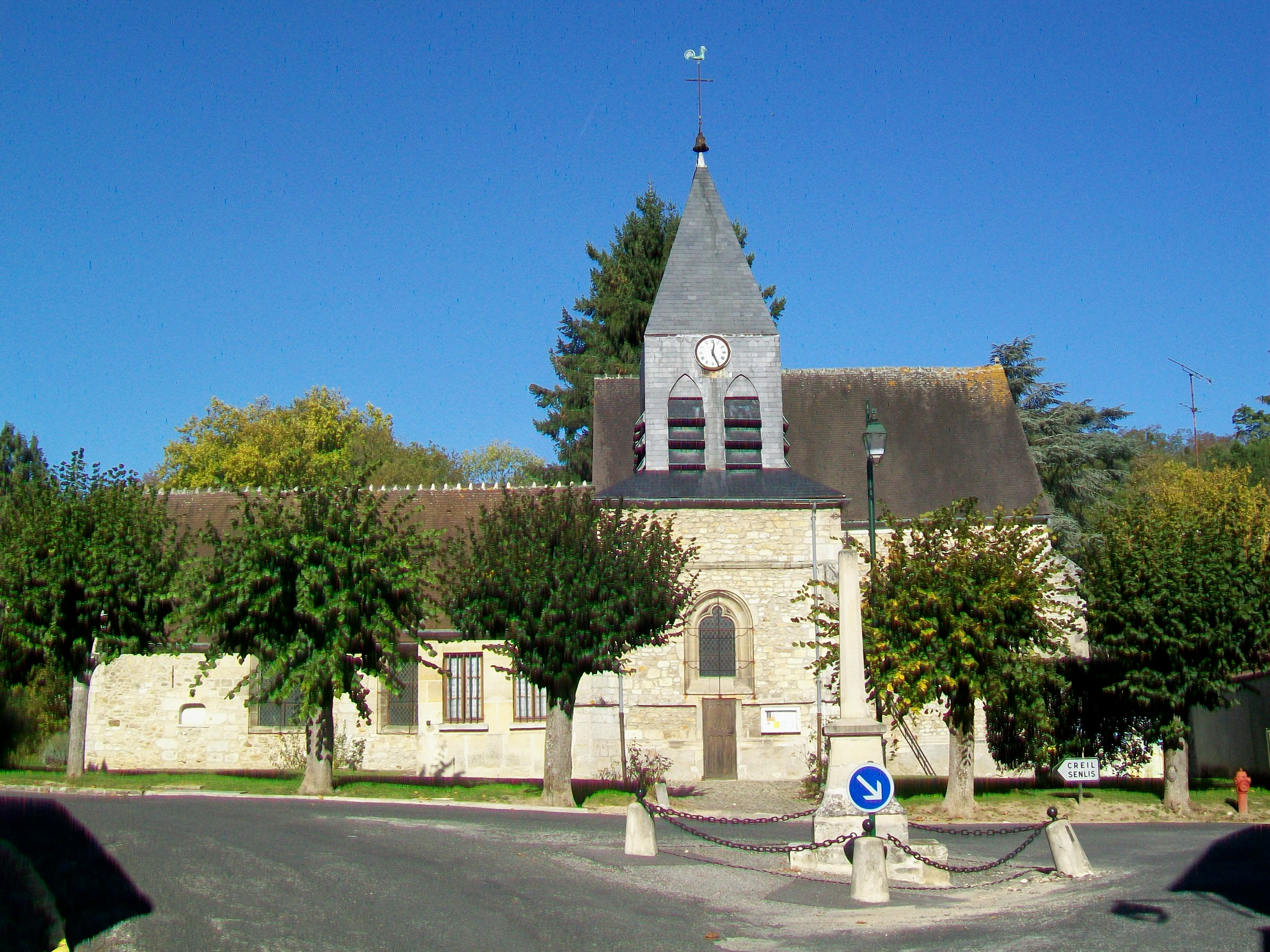
La place principale du village et l'église.

Aumont-en-Halatte se situe dans le sud du département de l'Oise, à une distance orthodromique de 3,5 km au nord-ouest de la sous-préfecture Senlis, à 41 km de Beauvais, préfecture de l'Oise et à 44 km de Paris.
Au début du XIXe siècle, la commune était décrite de la manière suivante « Petite commune à périmètre rectaogulaire, irégulier, ayant les angles aux points cardinaux, à territoire sablonneux, çouvert de bois, s'élevant au nord sur les pentes du mont Alta. ».
La l'ancienne route nationale 330 (actuelle RD 1330 reliant Senlis à Creil) constitue le principal axe routier, mettant la commune à 8,5 km de l'autoroute A1 par la déviation nord de Senlis, et à 7 km de Creil. La RD 1330 ne traverse pas le village, mais passe à 600 m au sud-ouest. La liaison est établie par la voie communale no 2, qui se poursuit comme RD 606e en direction d'Apremont. Senlis peut être directement rejoint par la voie communale no 3, qui passe sous la RD 1330 sans interconnexion.

### Communes limitrophes
Aumont ne compte que trois communes limitrophes, dont une, Verneuil-en-Halatte, ne partage que 1,6 km de limites communes avec Aumont, pour une circonférence totale de 12,4 km environ. Cette limite correspond à la route forestière de Fleurines, en forêt d'Halatte. Sinon, du point le plus septentrional, le carrefour Bourbon en forêt d'Halatte, au point le plus méridional, sur la D 330 (ancienne RN 330), Aumont donne sur Senlis à l'est, et sur Apremont à l'ouest.
| Verneuil-en-Halatte |                   |        |
| Apremont            | Aumont-en-Halatte |        |
|                     |                   | Senlis |

### Hydrographie
La commune est située dans le bassin Seine-Normandie. Elle n'est drainée par aucun cours d'eau,.

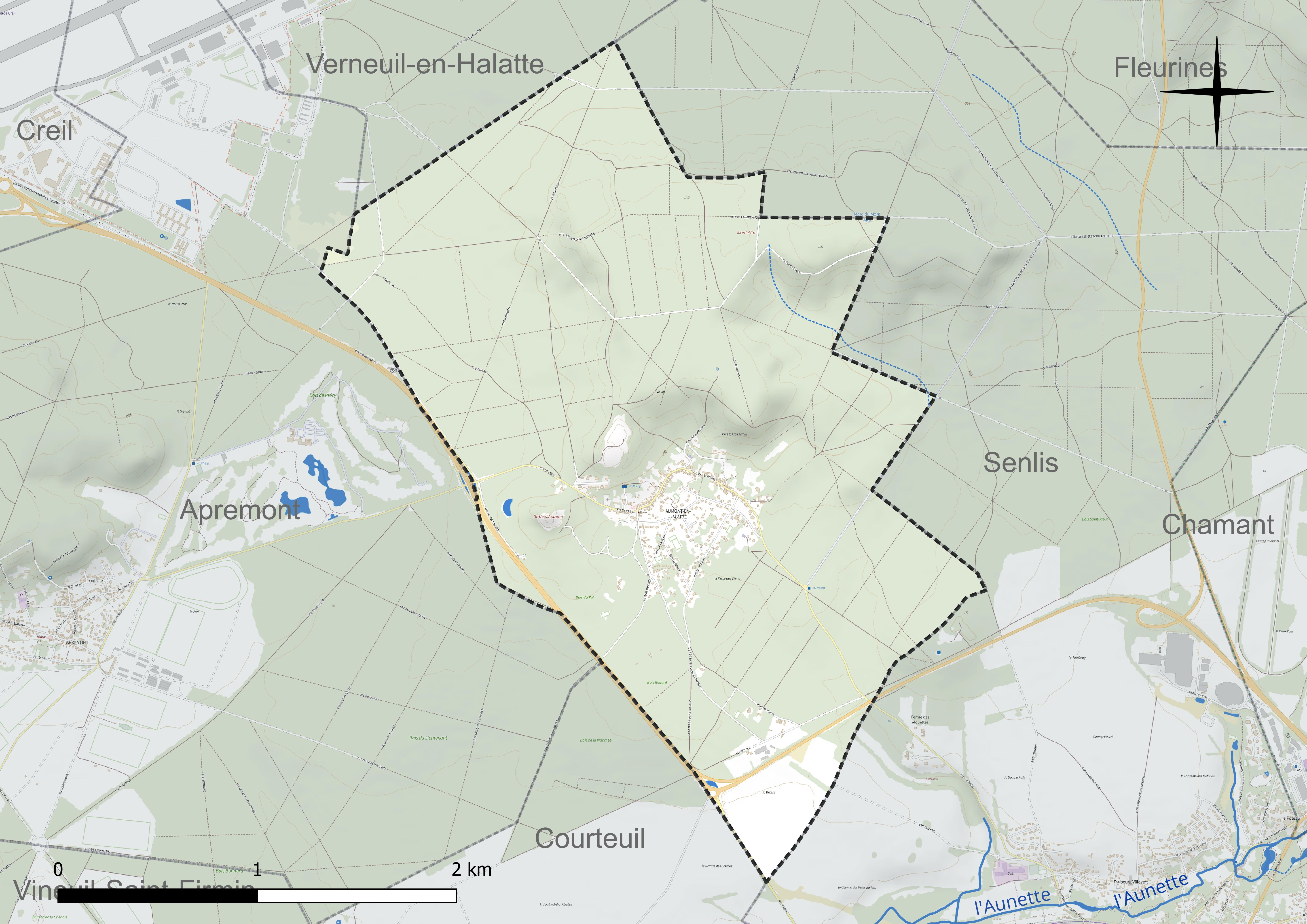
Réseau hydrographique d'Aumont-en-Halatte.

### Climat
Pour des articles plus généraux, voir Climat des Hauts-de-France et Climat de l'Oise.
En 2010, le climat de la commune est de type climat océanique dégradé des plaines du Centre et du Nord, selon une étude du CNRS s'appuyant sur une série de données couvrant la période 1971-2000. En 2020, Météo-France publie une typologie des climats de la France métropolitaine dans laquelle la commune est dans une zone de transition entre le climat océanique et le climat océanique altéré et est dans la région climatique Nord-est du bassin Parisien, caractérisée par un ensoleillement médiocre, une pluviométrie moyenne régulièrement répartie au cours de l'année et un hiver froid (3 °C).
Pour la période 1971-2000, la température annuelle moyenne est de 10,7 °C, avec une amplitude thermique annuelle de 14,9 °C. Le cumul annuel moyen de précipitations est de 693 mm, avec 11,4 jours de précipitations en janvier et 8,3 jours en juillet. Pour la période 1991-2020, la température moyenne annuelle observée sur la station météorologique la plus proche, située sur la commune de Creil à 6 km à vol d'oiseau, est de 11,2 °C et le cumul annuel moyen de précipitations est de 662,2 mm,. Pour l'avenir, les paramètres climatiques de la commune estimés pour 2050 selon différents scénarios d'émission de gaz à effet de serre sont consultables sur un site dédié publié par Météo-France en novembre 2022.

### Milieux naturels
La commune comprend une partie de la forêt d'Halatte, à laquelle elle doit son complément de nom. En effet, en dehors du village, le territoire communal est presque entièrement couvert de forêt, exception faite d'une unique parcelle agricole tout au sud. Une faible proportion de la forêt est constituée de bois privés, à savoir entre le village et la RD 1330 (bois du Roi, bois Renard) et au nord-ouest, près de l'aérodrome de Creil. Le mont Alta (142,4 m) et la butte d'Aumont à l'est de la forêt (124 m) sont constitués, en grande partie, de sables siliceux lœssiques consécutifs à l'érosion du quaternaire. À ce titre, est à signaler une ancienne sablière au nord-ouest du village, où la nature a largement repris ses droits, créant ainsi une forme paysagère particulière.
Le mont Alta correspond également au point culminant d'Aumont. Il s'agit en fait d'un vaste plateau mesurant 2 km d'est en ouest, et autour de 400 m du nord au sud, avec des pentes relativement abruptes. La densité de la forêt ne permet toutefois pas de vues panoramiques, contrairement à la butte d'Aumont, d'où l'on peut facilement apercevoir Chantilly, Orry-la-Ville et Senlis. Globalement, l'altitude diminue successivement du nord vers le sud, si bien que le point le plus bas (64,7 m) de la commune est identique avec son point le plus méridional. Les cours d'eau sont par ailleurs absents du territoire communal.

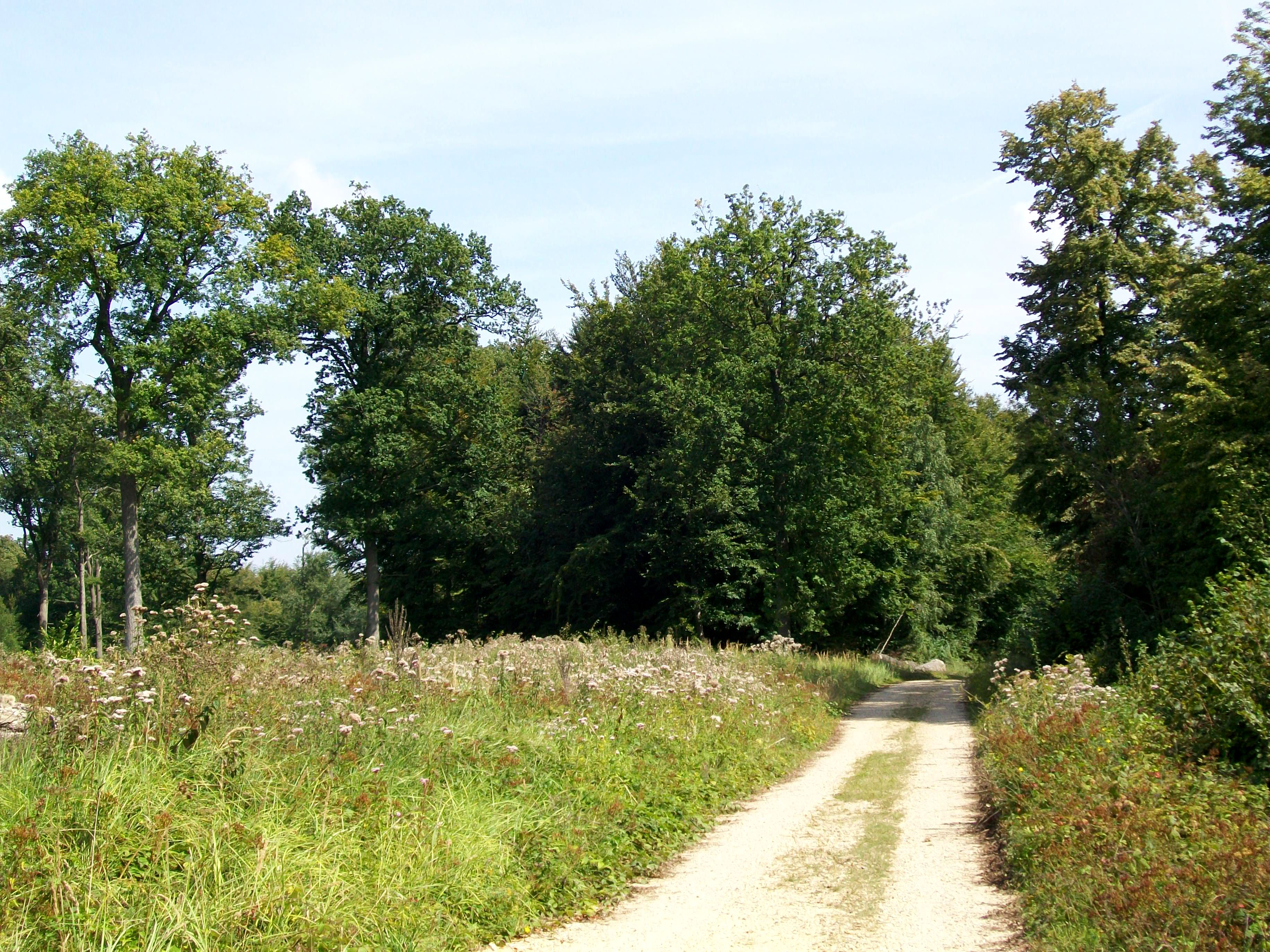
La route des Fossés sur le mont Alta.
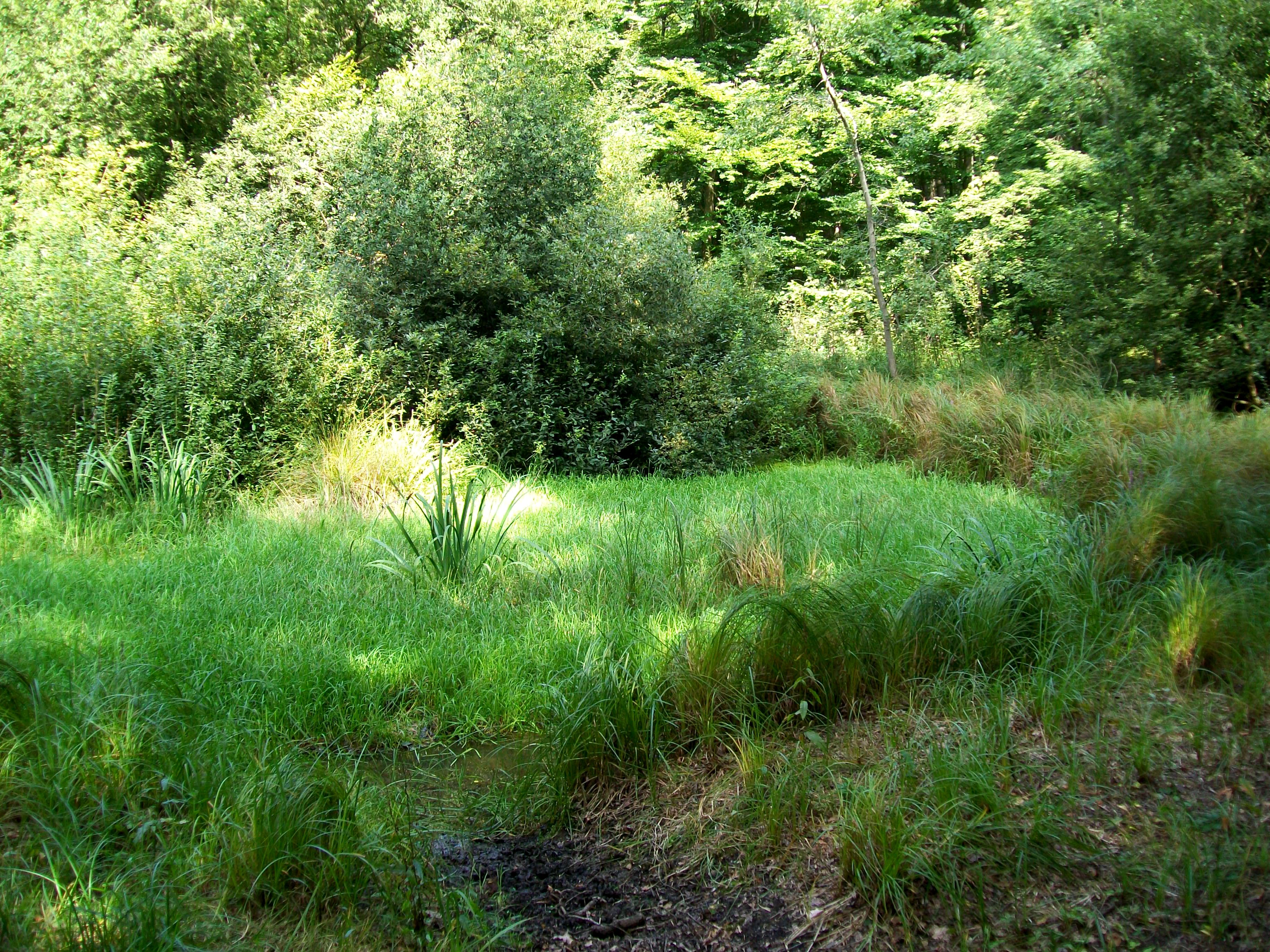
La mare du mont Alta.
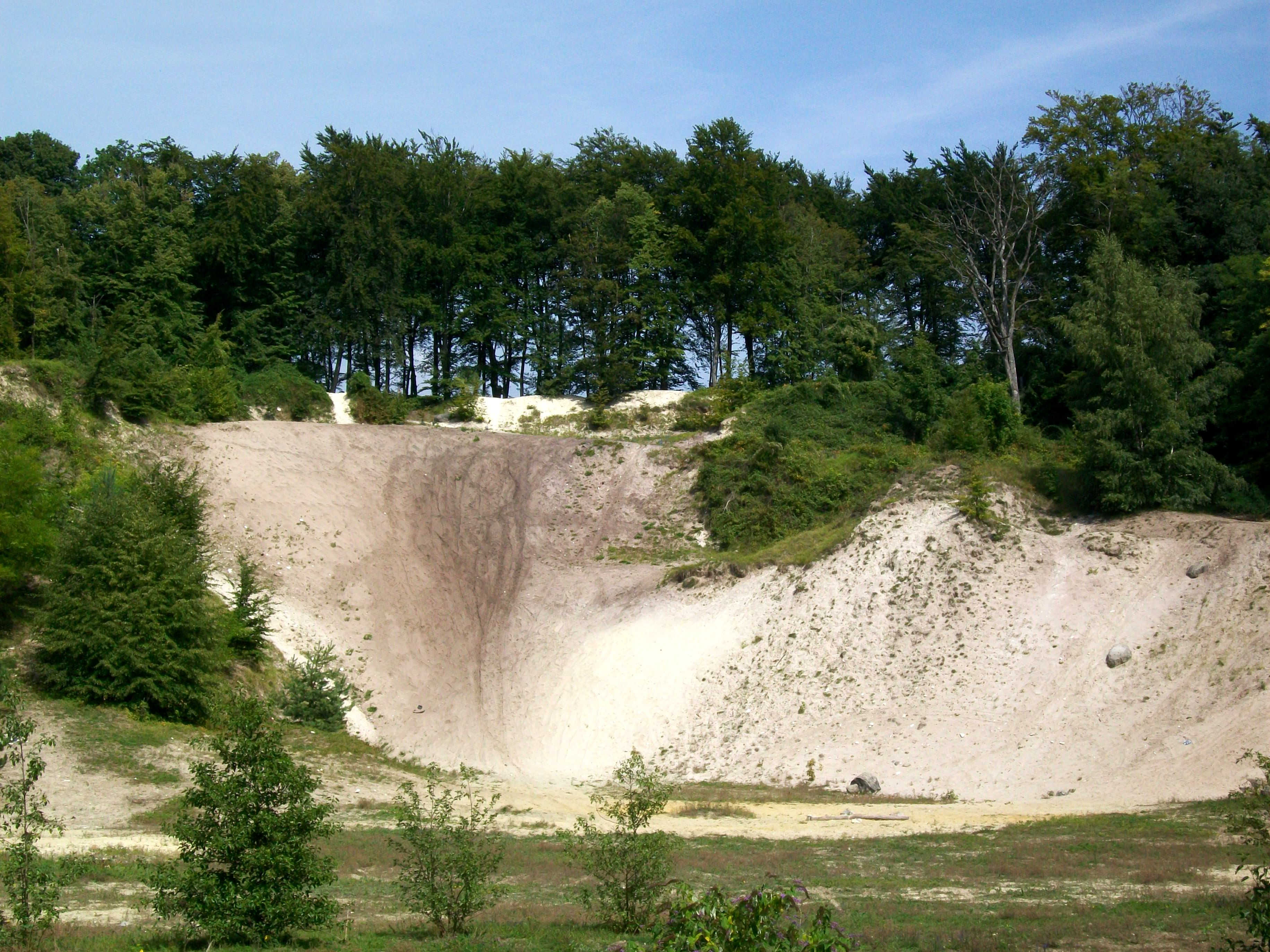
Ancienne carrière d'Aumont, vue sur le versant nord de la cuvette.
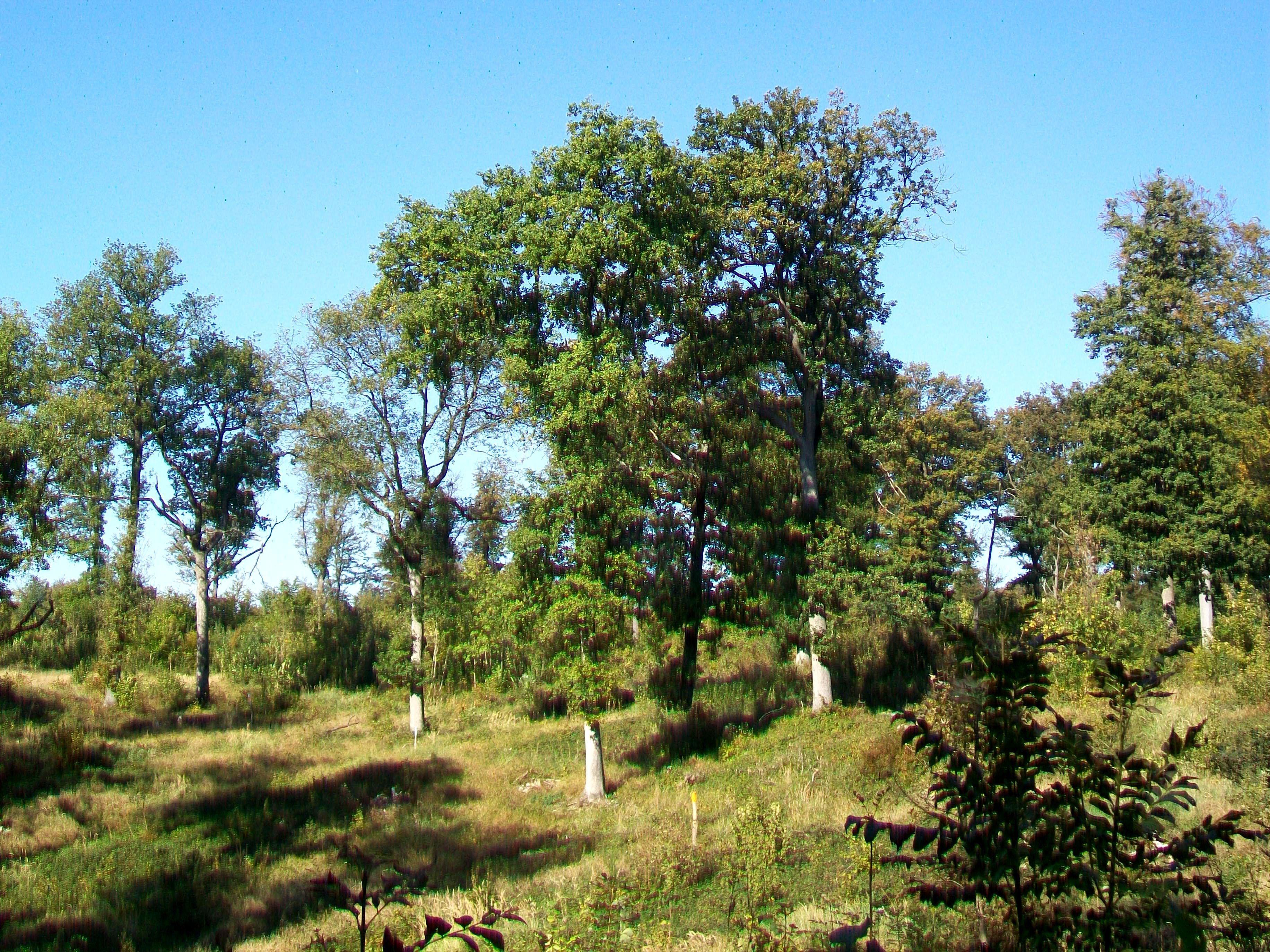
Forêt d'Halatte, chemin de la Gruerie.

## Urbanisme

### Typologie
Au 1er janvier 2024, Aumont-en-Halatte est catégorisée commune rurale à habitat dispersé, selon la nouvelle grille communale de densité à sept niveaux définie par l'Insee en 2022.
Elle est située hors unité urbaine. Par ailleurs la commune fait partie de l'aire d'attraction de Paris, dont elle est une commune de la couronne,.

### Occupation des sols
L'occupation des sols de la commune, telle qu'elle ressort de la base de données européenne d'occupation biophysique des sols Corine Land Cover (CLC), est marquée par l'importance des forêts et milieux semi-naturels (88,7 % en 2018), une proportion sensiblement équivalente à celle de 1990 (88,3 %). La répartition détaillée en 2018 est la suivante : 
forêts (83 %), zones urbanisées (6,4 %), milieux à végétation arbustive et/ou herbacée (5,7 %), terres arables (4,9 %). L'évolution de l'occupation des sols de la commune et de ses infrastructures peut être observée sur les différentes représentations cartographiques du territoire : la carte de Cassini (XVIIIe siècle), la carte d'état-major (1820-1866) et les cartes ou photos aériennes de l'IGN pour la période actuelle (1950 à aujourd'hui).

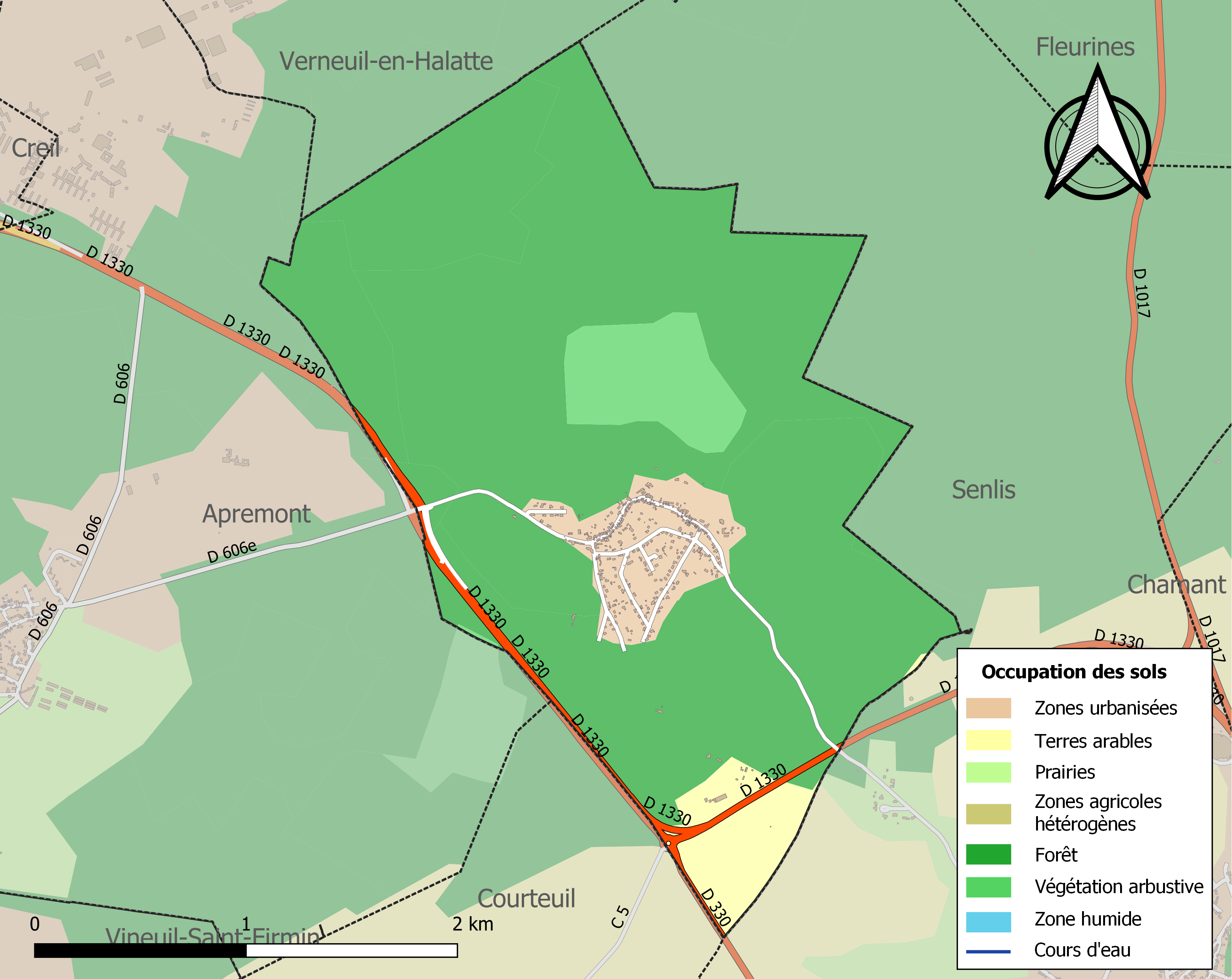
Carte des infrastructures et de l'occupation des sols de la commune en 2018 (CLC).

### Habitat et logement
En 2018, le nombre total de logements dans la commune était de 250, alors qu'il était de 236 en 2013 et de 236 en 2008.
Parmi ces logements, 80,9 % étaient des résidences principales, 7,6 % des résidences secondaires et 11,5 % des logements vacants. Ces logements étaient pour 92 % d'entre eux des maisons individuelles et pour 5 % des appartements.
Le tableau ci-dessous présente la typologie des logements à Aumont-en-Halatte en 2018 en comparaison avec celle de l'Oise et de la France entière. Une caractéristique marquante du parc de logements est ainsi une proportion de résidences secondaires et logements occasionnels (7,6 %) supérieure à celle du département (2,5 %) et à celle de la France entière (9,7 %). Concernant le statut d'occupation de ces logements, 89,8 % des habitants de la commune sont propriétaires de leur logement (89,5 % en 2013), contre 61,4 % pour l'Oise et 57,5 pour la France entière.
| Typologie                                               | Aumont-en-Halatte | Oise | France entière |
| ------------------------------------------------------- | ----------------- | ---- | -------------- |
| Résidences principales (en %)                           | 80,9              | 90,4 | 82,1           |
| Résidences secondaires et logements occasionnels (en %) | 7,6               | 2,5  | 9,7            |
| Logements vacants (en %)                                | 11,5              | 7,1  | 8,2            |

### Voies de communication et transports
La gare la plus proche est celle de Creil. La commune est desservie, en 2023, par la ligne 637 du réseau interurbain de l'Oise.

## Toponymie
Le nom de la localité est attesté sous les formes in villa Altimontis (vers 1129) ; Altus mons (1131) ; Alto mons (1164) ; apud altum montem (1182) ; et altum montem (1262) ; in villa de Aumont (1237) ; Manesserius de alto monte (1260) ; de Alto monte (1270) ; Aulmont (1258) ; aumont emprez Senlis (XIVe) ; terrouir daumont (1302) ; Aumont (1383) ; de hault mont (XIVe) ; Aulmont (1478) ; Aumont les Senliz (1453) ; Aulmons (vers 1530) ; Aulmont pres Senlis (1597) ; Haumont (1673) ; Haumont (1711) ; Aumont (1667) ; Aumont la Montagne (1794) ; Aumont-en-Halatte (1981). Durant la Révolution française, la commune, alors nommée Aumont, prend le nom de Aumont-la-Montagne.

Aumont tient son nom de la présence de la butte ou du mont Alta (Altus mons en 1131 ; Alto mons en 1164) d'une hauteur d'environ 124 m au nord du village.
La forêt d'Halatte, appelée plus rarement forêt de Pont-Sainte-Maxence, est une forêt domaniale des Hauts-de-France, située dans le département de l'Oise, proche de Pont-Sainte-Maxence et de Senlis.

## Histoire
Le village d'Aumont-en-Halatte à tour à tour été un lieu de culte païen, puis catholique, puis protestant au XVIe siècle.
Altis Mons ou Altus Mons tire son nom de la présence de la butte ou du mont Alta au nord du village.
- En  1044 , première trace écrite de l'existence du village, bien qu'il existait déjà à l'époque gallo-romaine.
- En  1202 , Jean Ier d'Aumont participe à la quatrième croisade en compagnie de Thibaut de Champagne, Baudoin de Flandre et Louis IX.
- En  1310 , l'évêque de Senlis possède la moitié des terres, l'autre partie étant la propriété du seigneur de Montépilloy.

Les habitants payaient au chapitre de Saint-Evremont de Creil, le jour de la fête patronale, une rente de quatre deniers et mille Livres parisis, pour avoir la faculté de conduire leurs vaches boire dans l'Oise au port de la barre de Creil. Un nouveau contrat est passé en 1447..
La seigneurie qui dépendait initialement  de la baronnie de Pontarmé, est achetée vers 1490  par l'évêque de Senlis  Simon Bonnet et demeura unie depuis à la mense épiscopale.
À la fin du XVIe siècle, les protestants sont autorisés à s'implanter à Aumont. Le prêche était situé sur le chemin de Senlis près de la forêt. « Le jour de Pâques 1633, soixante huguenots traversèrent la procession du village avec deux ânes chargés de quatre enfans qu'ils portaient à leur oratoire pour les baptiser, et causèrent quelques désordres. L'évêque Nicolas Sanguin s'en étant plaint au ·roi, on fit raser le prêche avec défense de le rebâtir, ni de teair aucune réunion sur la place. On essaya vainement de le rétablir en 1644, mais les protestants qui abondaient dans Aumont eurent permission d'en construire un autre au Tomberay ».
À la fin de l'épopée napoléonienne, le village est pillé le 27 juin 1815 par les troupes prussiennes.
En 1841, le territoire était exploité en petite culture, sans jachère ni chevaux de labour ; les femmes travaillaient la terre à la bêche; les hommess étaient bûcherons ou maçons, et vendaient à Senlis le produit des jardina légumiers.
Au XIXe siècle, le sable extrait près d'Aumont, mis en fusion avec la soude d'Alicante, produisait les magnifiques vitres de Saint-Gobain. On nommait cette sablière la hotte de sable de Gargantua. Son sable de couleur bleuâtre était chargé sur des bateaux en port de Creil.
Aumont possédait jadis un arrêt ferroviaire sur la Ligne de Chantilly - Gouvieux à Crépy-en-Valois, dénommé Saint-Nicolas - Aumont, et situé sur la commune de Courteuil, à plus de 2 km du village.

## Politique et administration

### Rattachements administratifs et électoraux
La commune se trouve dans l'arrondissement de Senlis du département du Oise. Pour l'élection des députés, elle fait partie de la quatrième circonscription de l'Oise.
Elle fait partie depuis 1801 du canton de Senlis. Dans le cadre du redécoupage cantonal de 2014 en France, Aumont-en-Halatte reste intégré à ce canton, dont le nombre de communes est réduit de 17 à 14 communes.

### Intercommunalité
Jusqu'au début de l'année 2009, la commune appartenait à la communauté de communes du Pays de Senlis qui regroupait 19 collectivités.
À la suite de désaccords profonds entre élus des communes membres, le préfet a décidé de dissoudre l'intercommunalité le 30 avril 2009.
Il autorise la création : 

- de la communauté de communes des Trois Forêts (CC3F) avec les 5 communes de Senlis, Aumont-en-Halatte, Courteuil, Chamant et Fleurines ;

- de la communauté de communes Cœur Sud Oise (CCCSO), regroupant treize communes et dont le siège était à Ognon, l'une des plus petites de l'intercommunalité.
Dans le cadre des dispositions de la loi portant nouvelle organisation territoriale de la République (Loi NOTRe) du 7 août 2015, qui prévoit que les établissements publics de coopération intercommunale (EPCI) à fiscalité propre doivent avoir un minimum de 15 000 habitants,, le schéma départemental de coopération intercommunale approuvé par le préfet de l'Oise le 24 mars 2016 prévoit notamment la fusion de la communauté de communes des Trois Forêts et de la communauté de communes Cœur Sud Oise.
Après consultation des conseils municipaux et communautaires concernés, la nouvelle intercommunalité, recréant de fait l'ancienne communauté de communes du Pays de Senlis (sans Orry-la-Ville), dont la scission en 2010 avait créée ces deux intercommunalités, est constituée au 1er janvier 2017 par un arrêté préfectoral du 14 novembre 2016  sous le nom de communauté de communes Senlis Sud Oise, dont la commune est désormais membre.

### Tendances politiques et résultats
Les résultats des différentes élections montrent que le village d'Aumont-en-Halatte est très ancré à droite et au centre et les électeurs y sont très modérés tout en étant progressistes, favorisant peu les extrêmes. Le parti socialiste n'arrive souvent qu'en troisième position et est très loin de ses scores obtenus sur le plan national.
L'élection présidentielle de 2012 confirme cette tendance, puisque Nicolas Sarkozy obtient 53,42 % des suffrages au premier tour et devance très largement François Bayrou qui obtient 14,47 %. François Hollande, contrairement à la tendance nationale, n'arrive qu'en 3e position avec 13,68 % des suffrages. Au second tour, le président sortant réunit 72,22 % des suffrages exprimés, 27,78 % revenant donc à François Hollande. À la présidentielle de 2007, Nicolas Sarkozy avait obtenu 71,54 % au second tour, 28,46 % revenant à Ségolène Royal. À noter qu'au premier tour, François Bayrou avait largement distancé la candidate socialiste en recueillant 21,69 % contre 16,14 %. Nicolas Sarkozy obtenant lui 55,82 % des suffrages exprimés.
Au référendum sur le traité constitutionnel pour l'Europe du 29 mai 2005, les Aumontois ont très majoritairement voté pour la Constitution européenne, avec 73,73 % de Oui contre 26,27 % de Non, avec un taux d'abstention de 21,20 % (France entière : Non à 54,67 % - Oui à 45,33 %).

### Listes des maires
| Période                                  | Période                   | Identité              | Étiquette | Qualité                                          |
| ---------------------------------------- | ------------------------- | --------------------- | --------- | ------------------------------------------------ |
| Les données manquantes sont à compléter. |                           |                       |           |                                                  |
| 29 octobre 1947                          | 30 novembre 1960          | Mustapha Amar.        |           | Dompteur, directeur du Cirque Amar Démissionnair |
| Les données manquantes sont à compléter. |                           |                       |           |                                                  |
| 2001                                     | mai 2010                  | Isabelle Dautry       |           | Démissionnaire                                   |
| mai 2010                                 | 2014                      | Marie-Laure Thépenier |           |                                                  |
| 2014                                     | En cours (au 31 mai 2021) | Christel Jaunet       |           | Réélue pour le mandat 2020-2026                  |

## Population et société

### Démographie

#### Évolution démographique
L'évolution du nombre d'habitants est connue à travers les recensements de la population effectués dans la commune depuis 1793. Pour les communes de moins de 10 000 habitants, une enquête de recensement portant sur toute la population est réalisée tous les cinq ans, les populations de référence des années intermédiaires étant quant à elles estimées par interpolation ou extrapolation. Pour la commune, le premier recensement exhaustif entrant dans le cadre du nouveau dispositif a été réalisé en 2006.

En 2022, la commune comptait 564 habitants, en évolution de +17,5 % par rapport à 2016 (Oise : +0,87 %, France hors Mayotte : +2,11 %).
| 1793 | 1800 | 1806 | 1821 | 1831 | 1836 | 1841 | 1846 | 1851 |
| ---- | ---- | ---- | ---- | ---- | ---- | ---- | ---- | ---- |
| 221  | 195  | 257  | 276  | 270  | 269  | 264  | 248  | 236  |

| 1856 | 1861 | 1866 | 1872 | 1876 | 1881 | 1886 | 1891 | 1896 |
| ---- | ---- | ---- | ---- | ---- | ---- | ---- | ---- | ---- |
| 251  | 234  | 219  | 215  | 214  | 194  | 213  | 204  | 244  |

| 1901 | 1906 | 1911 | 1921 | 1926 | 1931 | 1936 | 1946 | 1954 |
| ---- | ---- | ---- | ---- | ---- | ---- | ---- | ---- | ---- |
| 215  | 195  | 169  | 219  | 215  | 181  | 199  | 196  | 314  |

| 1962 | 1968 | 1975 | 1982 | 1990 | 1999 | 2006 | 2011 | 2016 |
| ---- | ---- | ---- | ---- | ---- | ---- | ---- | ---- | ---- |
| 270  | 310  | 353  | 422  | 544  | 482  | 548  | 536  | 480  |

| 2021 | 2022 | - | - | - | - | - | - | - |
| ---- | ---- | - | - | - | - | - | - | - |
| 529  | 564  | - | - | - | - | - | - | - |

#### Pyramide des âges
La population de la commune est relativement âgée.
En 2018, le taux de personnes d'un âge inférieur à 30 ans s'élève à 26,3 %, soit en dessous de la moyenne départementale (37,3 %). À l'inverse, le taux de personnes d'âge supérieur à 60 ans est de 34,4 % la même année, alors qu'il est de 22,8 % au niveau départemental.
En 2018, la commune comptait 230 hommes pour 234 femmes, soit un taux de 50,43 % de femmes, légèrement inférieur au taux départemental (51,11 %).
Les pyramides des âges de la commune et du département s'établissent comme suit.
| Hommes | Classe d’âge | Femmes |
| ------ | ------------ | ------ |
| 0,4    | 90 ou +      | 0,4    |
| 10,2   | 75-89 ans    | 7,4    |
| 23,9   | 60-74 ans    | 26,2   |
| 28,4   | 45-59 ans    | 26,2   |
| 11,8   | 30-44 ans    | 12,4   |
| 8,8    | 15-29 ans    | 11,9   |
| 16,3   | 0-14 ans     | 15,5   |

| Hommes | Classe d’âge | Femmes |
| ------ | ------------ | ------ |
| 0,5    | 90 ou +      | 1,4    |
| 5,5    | 75-89 ans    | 7,6    |
| 15,6   | 60-74 ans    | 16,3   |
| 20,8   | 45-59 ans    | 20     |
| 19,4   | 30-44 ans    | 19,4   |
| 17,6   | 15-29 ans    | 16,2   |
| 20,6   | 0-14 ans     | 19,1   |

### Revenus et catégories socio-professionnelles
Aumont-en-Halatte est l'une des communes françaises où la richesse moyenne par habitant est la plus élevée : en 2010, l'INSEE classe en effet Aumont-en-Halatte au 24e rang national pour le revenu fiscal médian par ménage : 39 176 €. Elle est ainsi la commune la plus aisée du département de l'Oise et de la région Picardie.

## Culture locale et patrimoine

### Lieux et monuments
- Église Saint-Gervais-et-Saint-Protais, route d'Apremont, au carrefour du centre du village face à la mairie : 
Une église à Aumont est mentionnée pour la première fois dans une bulle du pape Lucius III de 1182. Elle se situait au même emplacement que l'église actuelle, bâtie pendant les XVe et XVIe siècles, avec réfection de la nef au XVIIIe siècle. 
L'édifice se compose de deux corps de bâtiment distincts séparés par un pignon : la basse nef de quatre travées et sans bas-côtés, et le transept avec le chœur au chevet plat, légèrement plus élevés. S'y ajoute une sacristie de 1842 devant la dernière travée de la nef, au sud. 
Le clocher en charpente, couvert d'ardoise (1839) et muni de deux fenêtres abat-son par face, se dresse au-dessus le croisillon sud du transept. On pénètre dans l'église par un portail très simple dans la façade occidentale, d'où trois marches descendent vers la nef. Cette dernière est non voûtée, et sa charpente est supportée par trois poutres rustiques. Le chœur et le transept sont cependant voûtés d'ogives, avec des nervures saillantes retombant sur des consoles ornées de pampres, et des clés de voûte pendantes. Les fenêtres sont en tiers-point, et dans le chœur, elles se composent de deux lancettes surmontées par une rose quadrilobe, de style flamboyant. Des boiseries du début du XVIIIe siècle décorent le chœur, et les bancs datent de la même époque. 
En 1873, le cimetière est transféré en-dehors du centre du village. 
L'état de l'église s'est dégradé pendant le XIXe siècle, et dès 1875, d'énormes réparations deviennent en principe nécessaires. Or, la commune n'est pas en mesure de financer ces travaux et sollicite le duc d'Aumale qui s'était montré généreux envers d'autres communes voisines. Mais se trouvant en pleine phase d'agrandissement de son château de Chantilly, il ne concède que deux cents francs, suscitant ainsi la colère des habitants. Les travaux sont ajournés plusieurs fois, si bien que l'église menace ruine dans l'après-guerre. Deux bénévoles de la commune se consacrent à la collecte des fonds pendant les années 1960, avec notamment l'organisation de sept grands concerts de musique classique à Senlis ente 1963 et 1971. Cette opération d'envergure permet définitivement de sauver l'église d'Aumont[41],[42],[43],[44],[45].

- Monument aux morts, devant l'église : Son érection d'après les plans de l'architecte local Paul Filassier a été approuvée par le conseil municipal dans sa séance du 24 mai 1920, et il a coûté la somme de trois mille deux cents francs[46]. Le quatrième nom d'en haut sur la face tournée vers l'église est celui de Nissim de Camondo.
- « Villa Béatrice », face à l'église, rue Henri-Dupriez : Elle aurait été bâtie sur les fondations d'un ancien château seigneurial et reçut sa forme actuelle après son rachat par le comte Moïse de Camondo, en 1904. 
L'on peut distinguer deux corps de bâtiment de forme et volumes différents, reliés entre eux. Les façades sur la rue sont sobres et peu représentatives, sans intérêt particulier, mais la façade sud sur le vaste parc est un élégant mariage entre brique (matériau) et pierre, dans un style éclectique. Un décor Renaissance des pays de Loire se mélange avec des éléments gothiques pour la partie orientale, tandis que la partie occidentale est une villa bourgeoise typique de la fin du XIXe siècle. C'est l'architecte Hubert Claparède qui fut mandaté pour agrandir et embellir la demeure. 
Après la mort de son fils Nissim de Camondo en combat aérien le 5 septembre 1917, la villa revint à sa fille Béatrice, arrêtée en 1943, déportée en 1944 et morte au camp de concentration d'Auschwitz le 4 janvier 1945
. Pendant un certain temps, la villa a appartenu au comité d'entreprise de la SNCF[47], puis elle a été subdivisée en appartements.
- Lavoir, chemin du Lavoir, au nord de l'église : pour l'alimenter, la commune acquit une source proche de la fontaine Sainte-Geneviève auprès du prince de Condé, en 1793. Mais ce ne fut que le 8 mai 1836 que le conseil municipal vota la construction du lavoir, à financer par la vente de bois communaux et grâce à la générosité de Mme Causse (plaque du 13 mai 1842). Le bassin est subdivisé en trois parties, et entouré de murs des quatre côtés. Les toits en appentis tout autour forment impluvium. Comme particularité, le poële pour le réchauffement de l'eau de lessive subsiste dans un coin. Deux entrées se situent aux extrémités de la façade est. Au sud, un petit bassin est aménagé à l'extérieur du bâtiment.

L'utilisation du lavoir était soumis à l'acquittement d'une taxe annuelle. Elle ne s'est arrêté qu'en 1975. Le lavoir a été restauré deux fois depuis, dont la première fois en 1985

Le lavoir
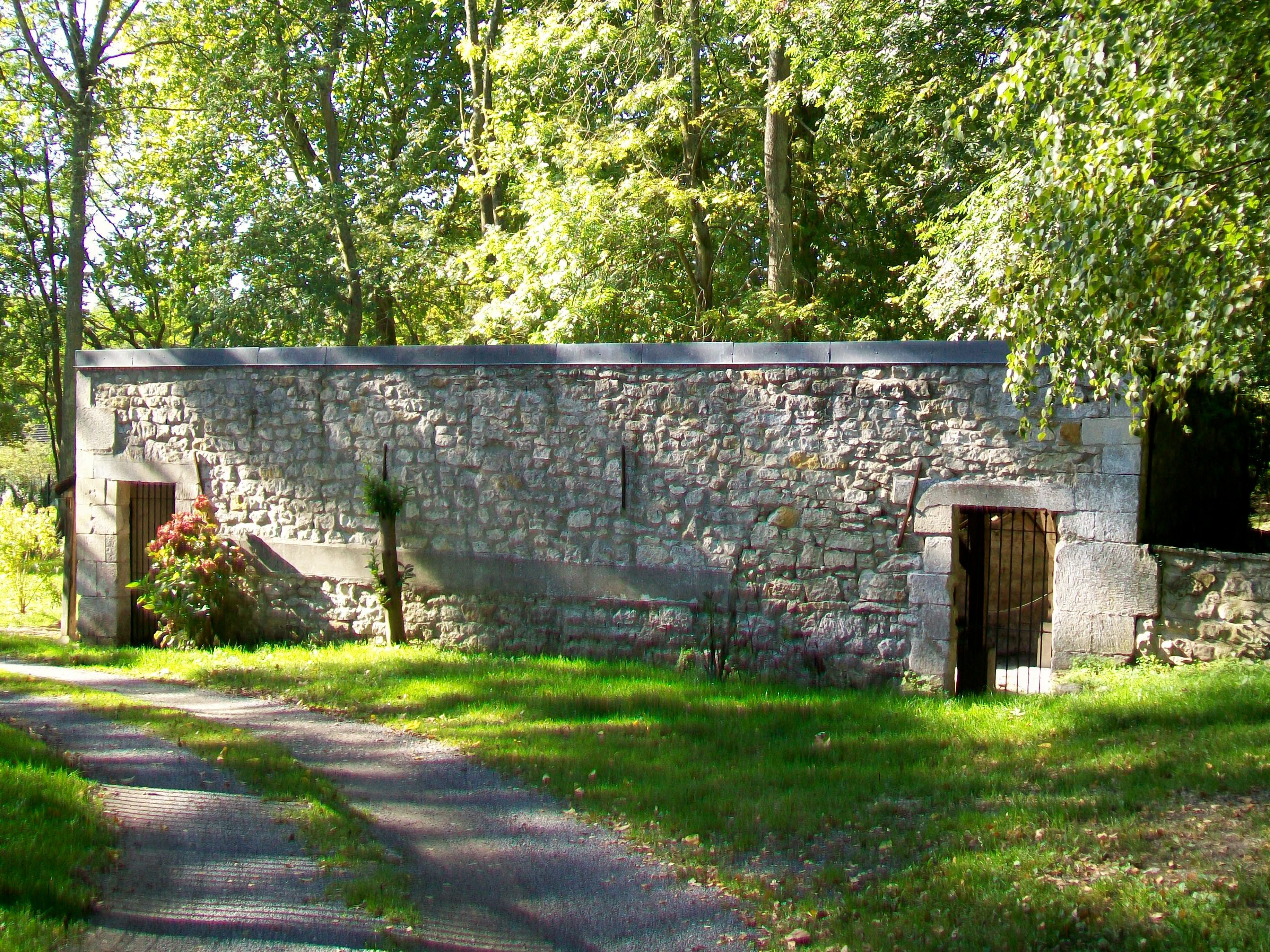
Façade du lavoir.
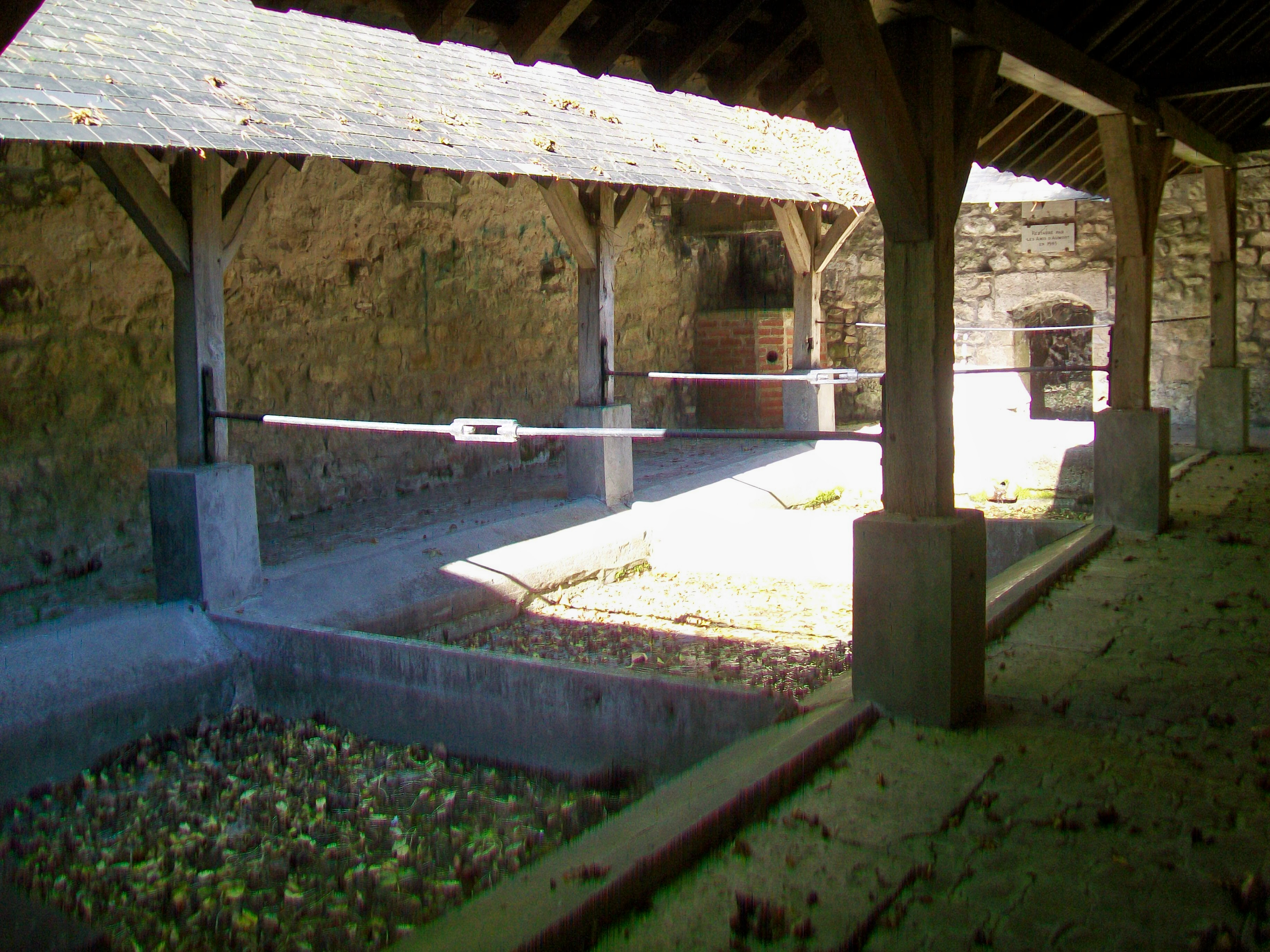
L'intérieur du lavoir.
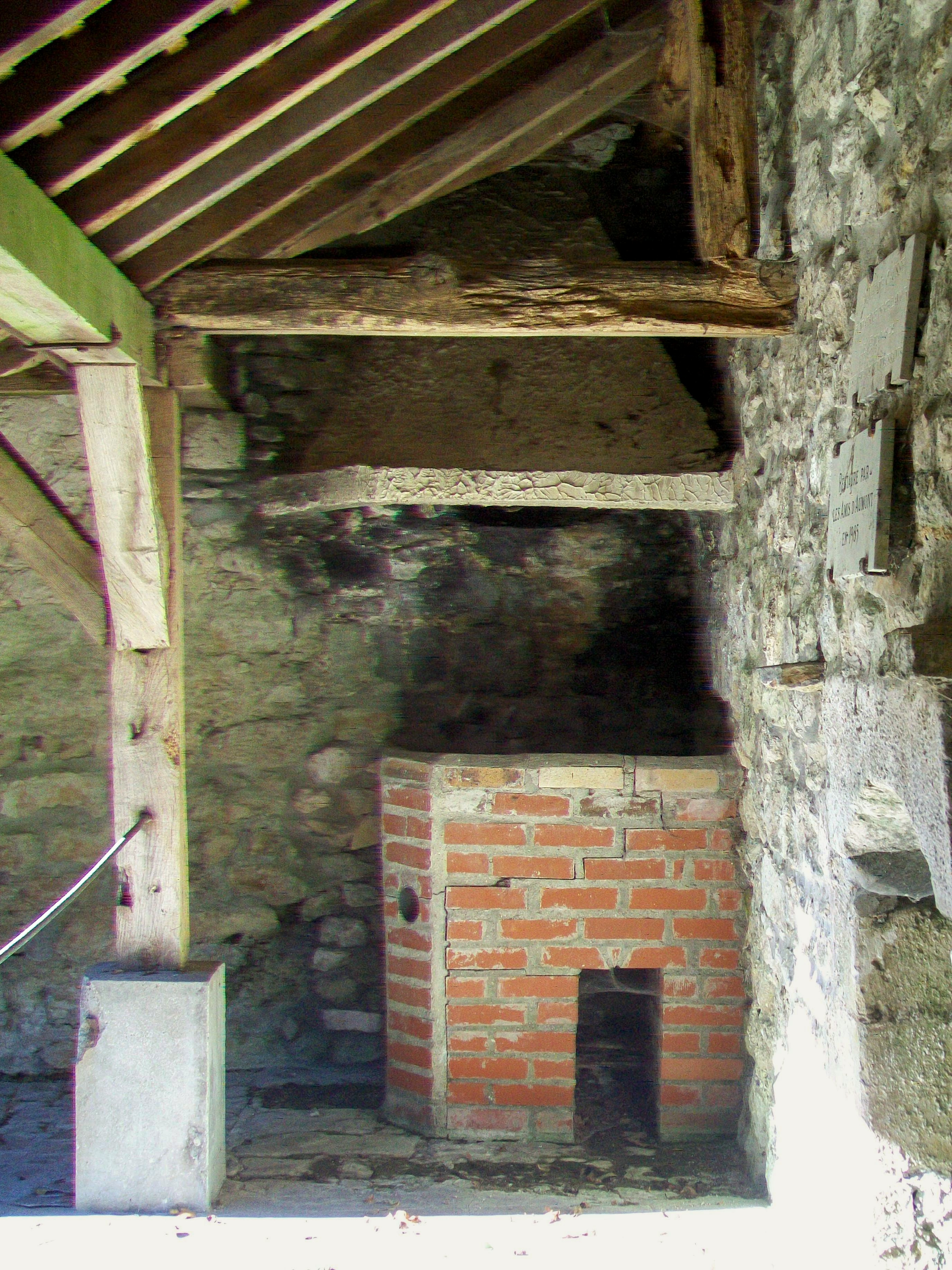
Le poêle du lavoir.

- Fontaine Saint-Gervais, chemin du Lavoir : Cette source captée fournissait une eau particulièrement pure et légère, utilisée en pharmacie, et a de ce fait été bénie par l'église. Comme elle se situe en-dehors du village, l'eau fut acheminée dans un réservoir à proximité, moyennant une roue à godets à l'intérieur du petit bâtiment, actionnée par une manivelle. Le débit de la source n'était que de quinze litres à l'heure, et le réservoir avait une capacité de cinq cent quarante litres. Le mécanisme a été cassé par les occupants allemands pendant la Seconde Guerre mondiale[48],[49].

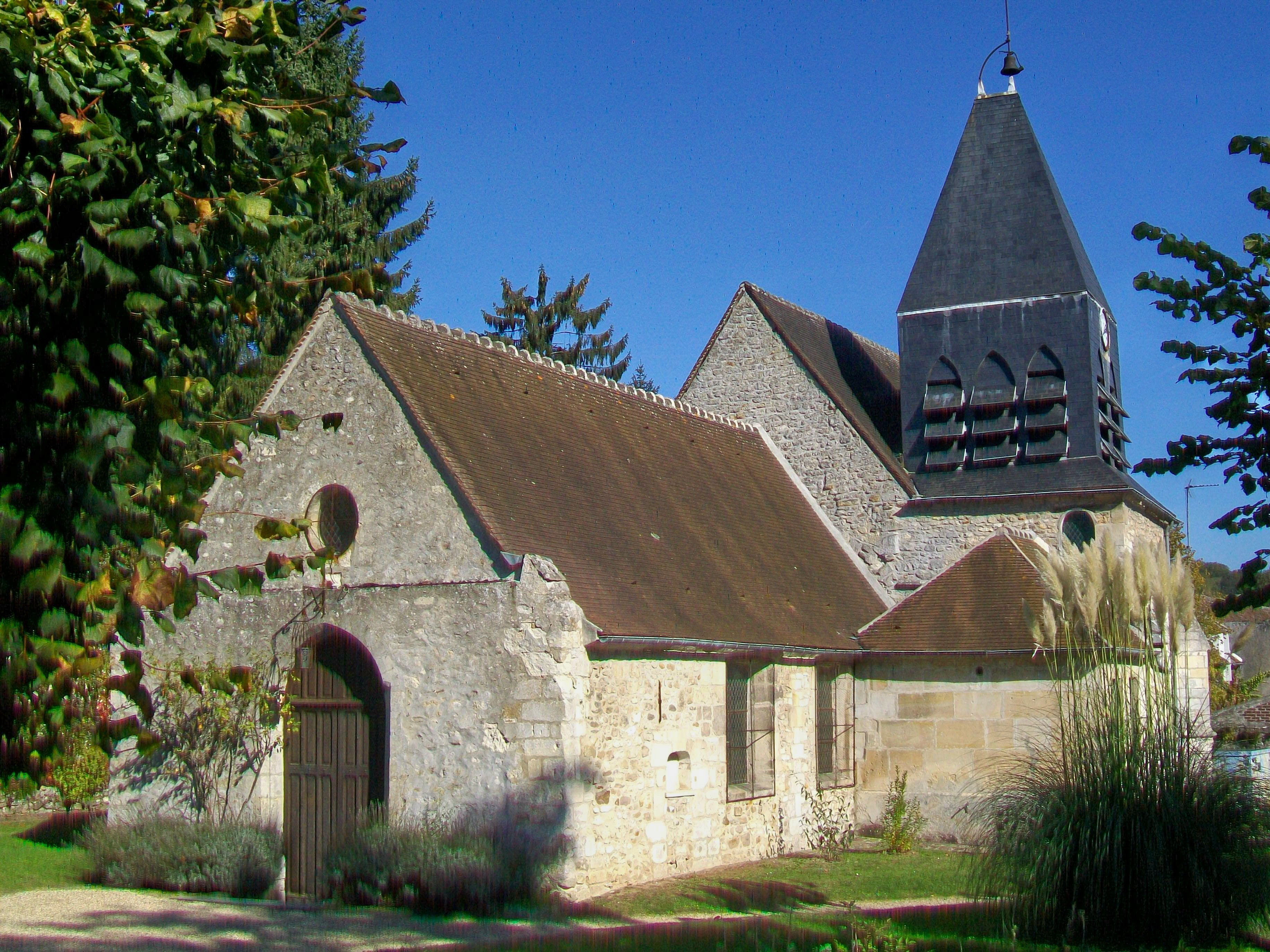
L'église Saint-Gervais-et-Protais.
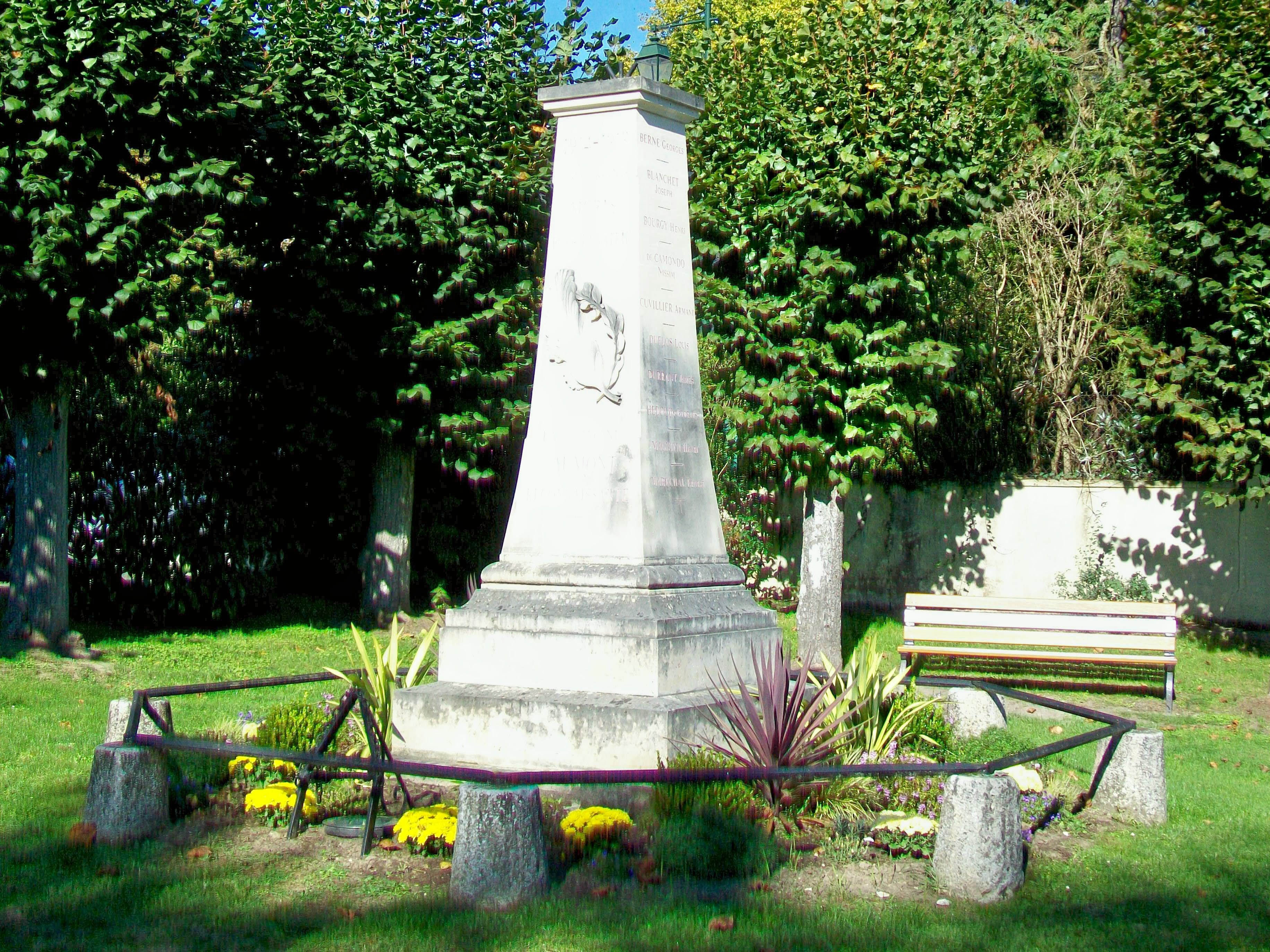
Le monument aux morts.
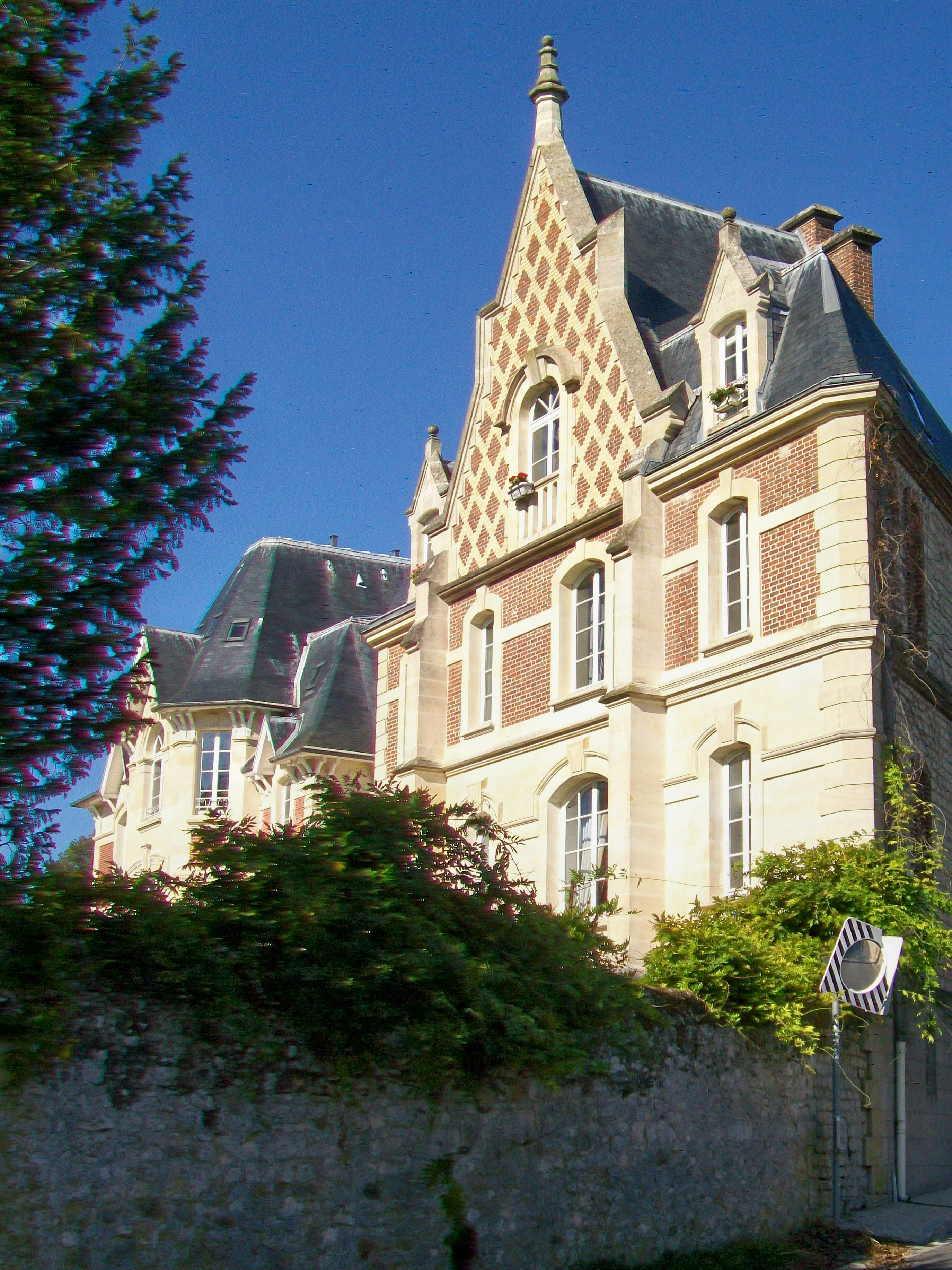
La villa Béatrice, façade sud.
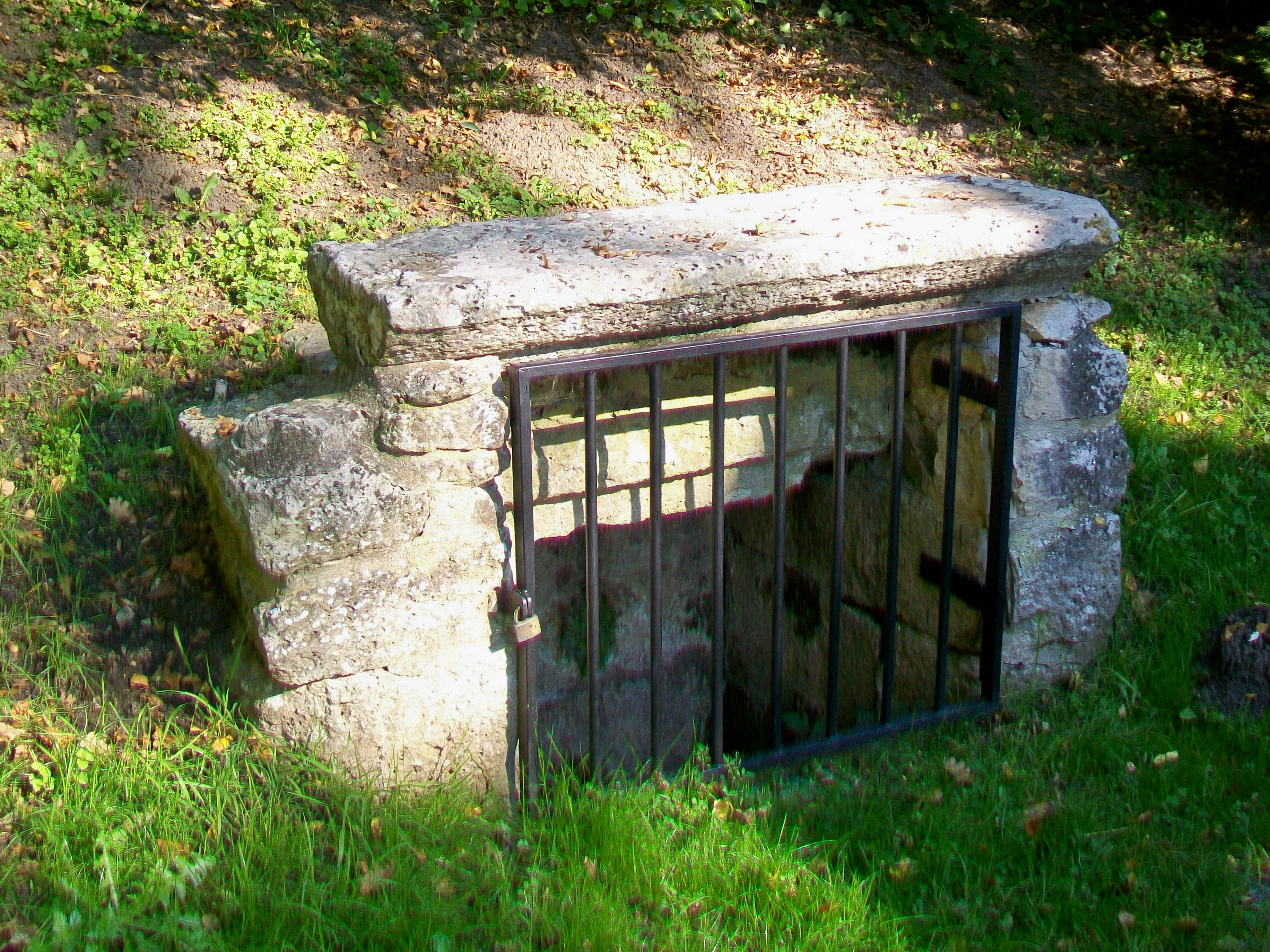
La fontaine Saint-Gervais.

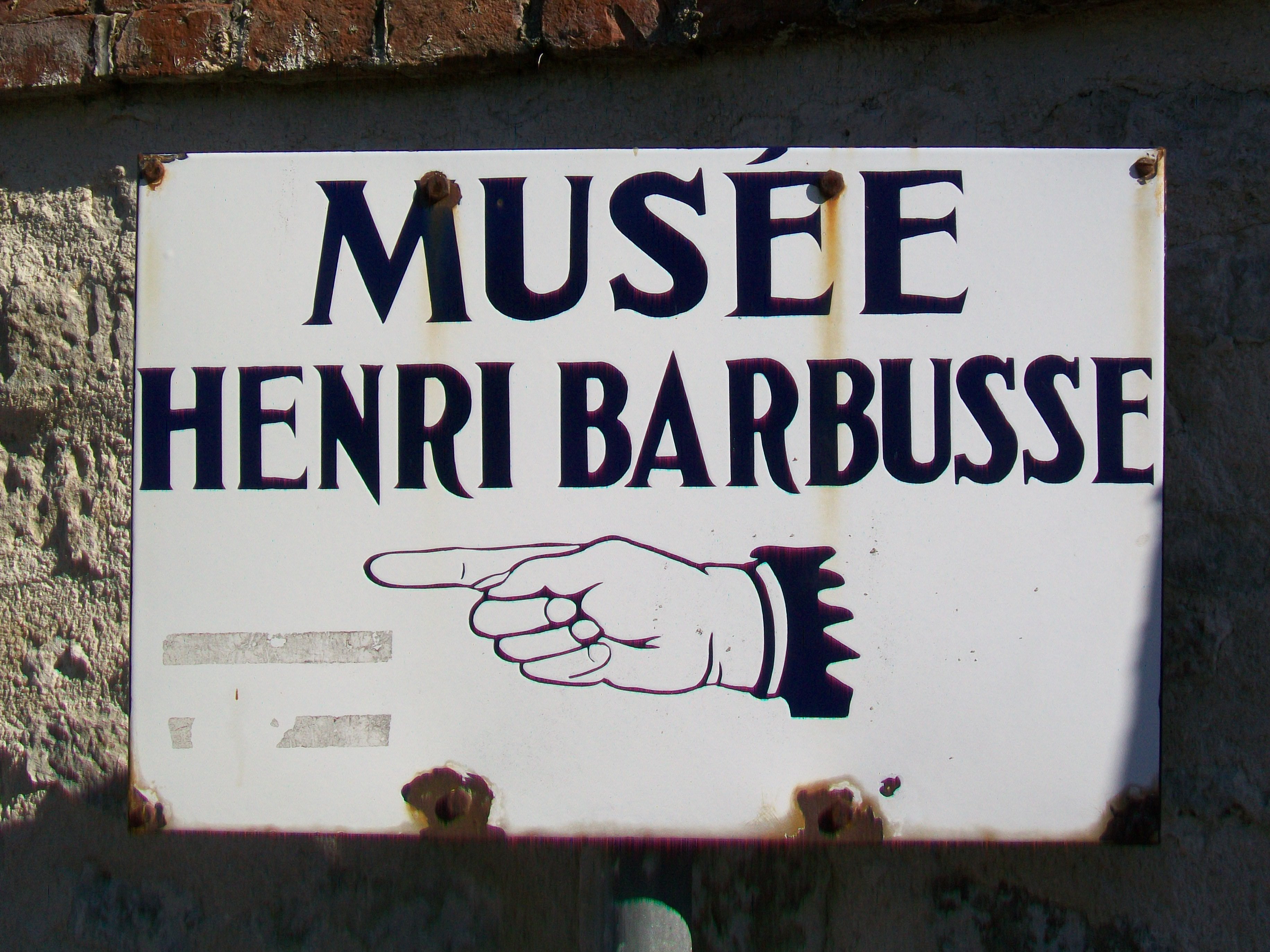

- Musée Henri-Barbusse, 4 chemin de la Gruerie : en convalescence chez un ami à Senlis, Barbusse repéra cette petite maison en lisière de forêt, et l'acheta en 1910 grâce aux droits d'auteur de son roman L'Enfer paru en 1908. 
Il la baptisa « Villa Sylvie » en référence au célèbre roman de Gérard de Nerval de 1853, dont l'action se déroule dans le sud de l'Oise, et la transforma successivement selon son goût. La « Villa Sylvie » fut un refuge et une résidence secondaire pour Barbusse, et il y accueillit des amis. 
Pour le musée, l'intérieur a été partiellement reconstitué, et un espace est dédié aux expositions temporaires[50]. Musée fermé pour une durée indéterminée pour motif de restauration.
- Ancien puits public, en face du 55, rue Louis-Blanchet : situé sur une placette entre deux terrains privés, c'est un puits carré avec une margelle très ancienne. Les deux colonnes en pierre de taille supportant la poutre horizontale à laquelle est accrochée la poulie ont dû être remplacées dans leur partie supérieure.
- Jardin d'agrément de monsieur Varillon, 65 rue Louis-Blanchet, conçu par Paul Véra en 1920, inscrit au pré-inventaire des jardins remarquables[51]. On ne visite pas.
- Château Arthus, rue Louis-Blanchet / chemin du château : grosse demeure bourgeoise de la fin du XIXe siècle, construite après 1860. C'est un bâtiment rectangulaire de deux étages avec des combles, d'un toit à quatre pentes, occupant une superficie d'environ douze mètres sur dix au sol. Au rez-de-chaussée, la terrasse devant la façade occidentale est protégée par un toit supporté par des colonnes, et orné par des balustrades. À l'est, une extension sans étage se joint au bâtiment. La villa conserve toujours son aspect d'origine, mais n'a pas d'importance historique particulière[52].
- Butte d'Aumont, route de Creil, à l'entrée ouest du village, au sud de la route (courte marche à pied depuis le parking) : colline de sable à l'orée de la forêt, offrant un panorama sur les massifs forestiers de la région, ainsi que sur Montataire, Creil et la cathédrale de Senlis. La légende veut que Gargantua soit passé par ici, sur le chemin vers le pays de Galles, et ait vidé sa botte pleine de sable. La butte aurait été un lieu sacré, sur son sommet se célébrait, au Moyen Âge, la fête des Brandons, d'origine païenne mais longtemps tolérée par le clergé. Le sable y est très pur et de couleur bleuâtre. Dès la fin du Moyen Âge jusqu'à 1800, la manufacture de Saint-Gobain en a prélevé environ 600 t par an, chargés sur bateau à Creil. L'exploitation a été arrêtée pour éviter la disparition de la butte. Toutefois, l'armée allemande s'est encore servi de ses sables entre 1940 et 1944, durant l'Occupation, pour aménager les pistes de sa base aérienne de Creil. On peut admirer sur la butte une flore particulière, avec, par exemple, la laîche des sables et le robinier. Le reboisement de 1993 a permis de sauver la butte de l'érosion et de la rouvrir aux promeneurs[48].
- Les bornes armoriées de la forêt d'Halatte (inscrites au titre des monuments historiques en 2024) ont été implantées par le connétable de France Anne de Montmorency en 1540 pour délimiter ses parcelles forestières sur le Mont Alta. Ce sont des bornes en liais d’une hauteur de 55 à 110 cm. Elles présentent sur chacune de leurs faces les armoiries des propriétaires des bois, soit 10 armoiries différentes, remarquablement bien conservées. Le dessus des bornes, fait unique en France, dessine le tracé de la parcelle. Il reste aujourd’hui 57 bornes, aux emplacement d’origine, sur les 60 mises en place en 1540[53].

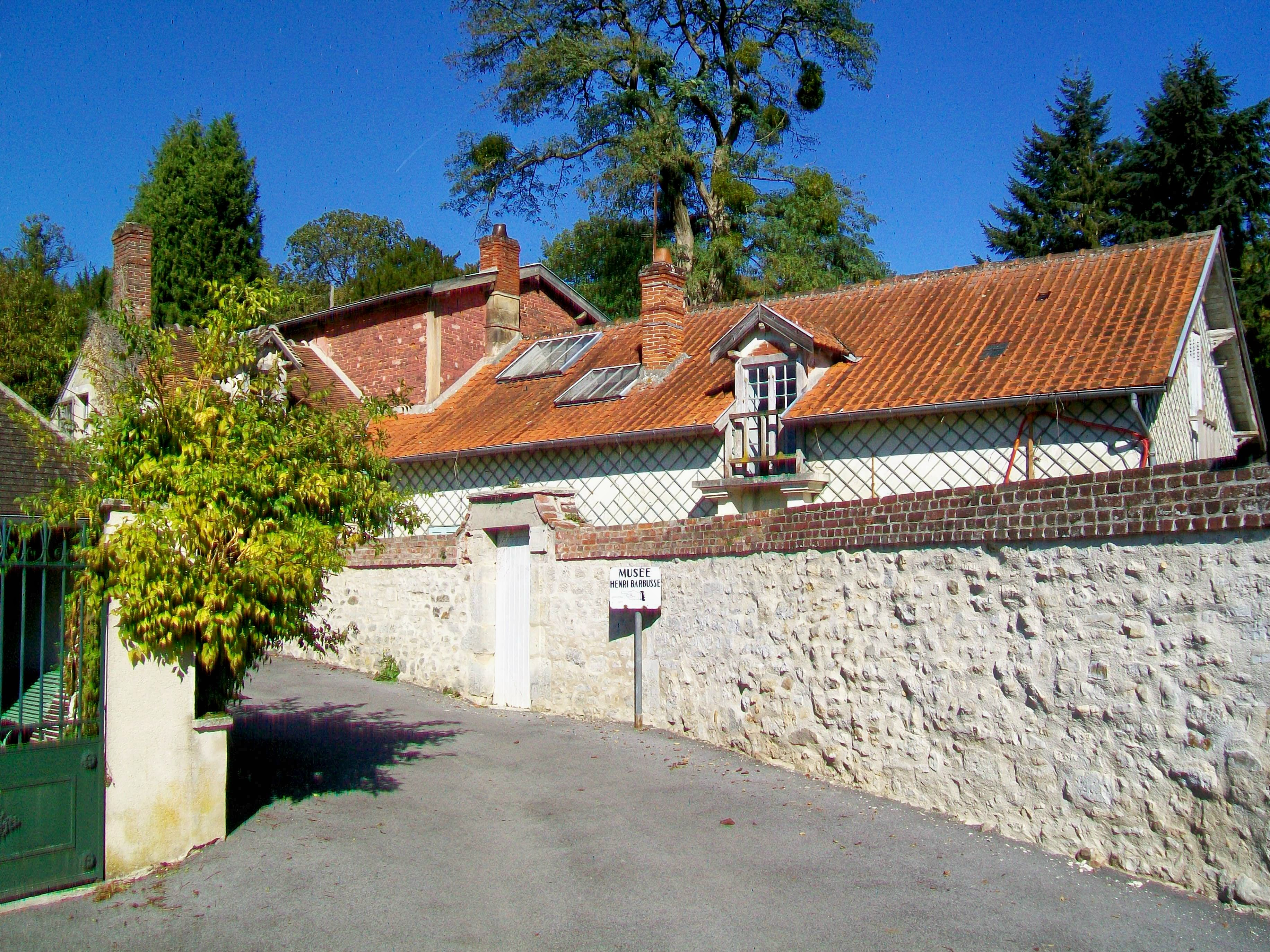
« Villa Sylvie », musée Henri-Barbusse.
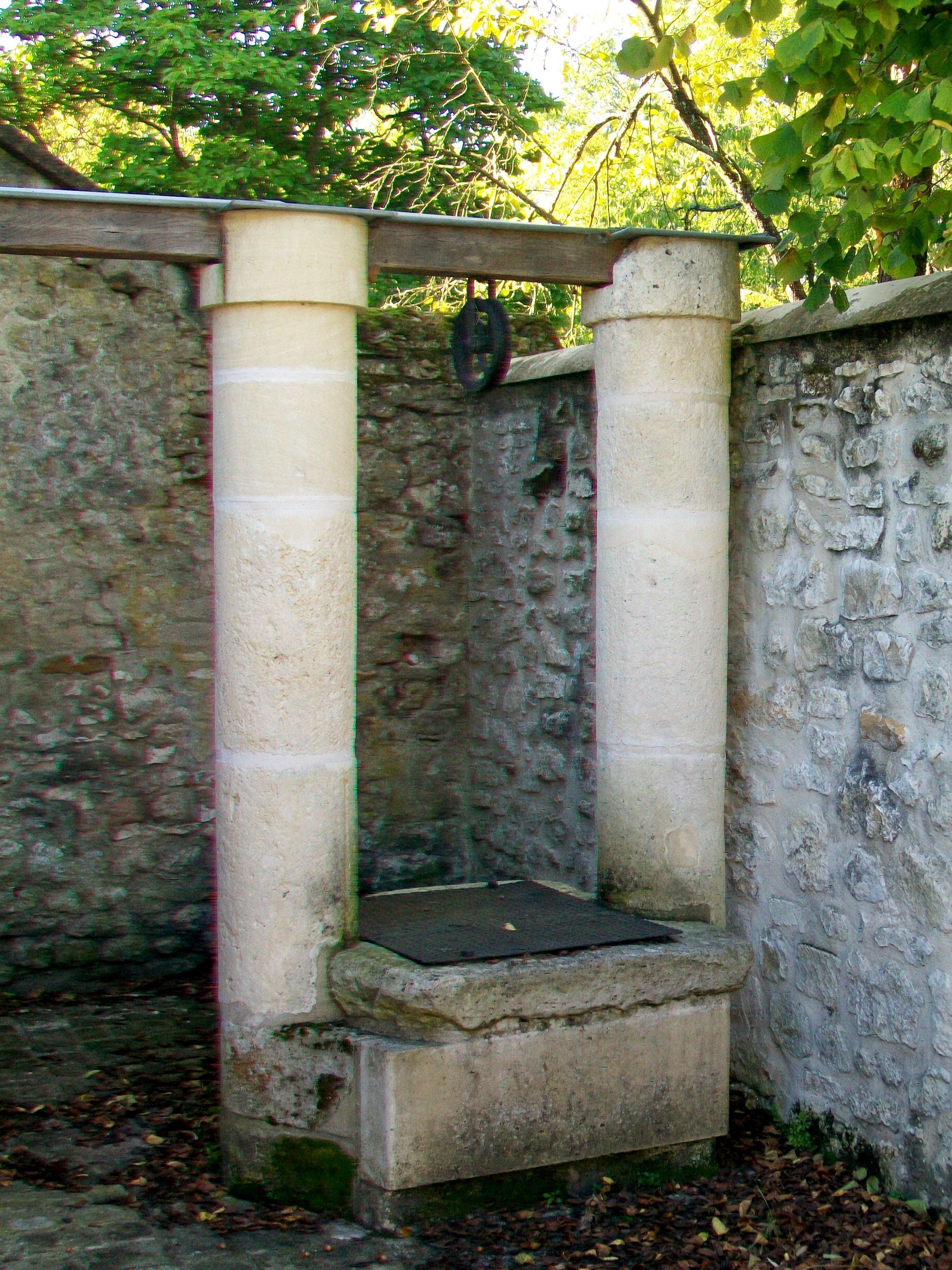
Puits de la rue Louis-Blanchet.
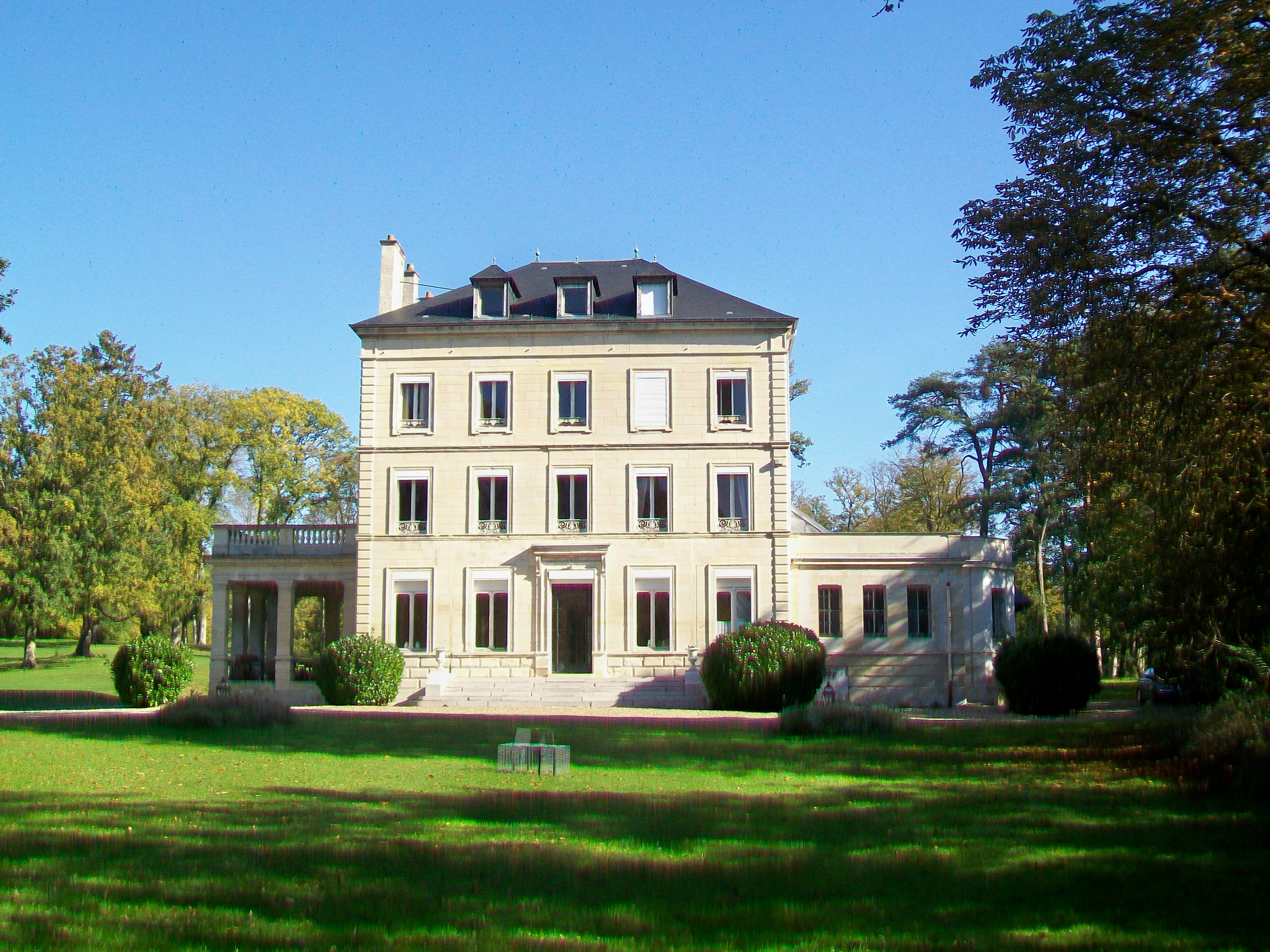
Villa « château Arthus ».
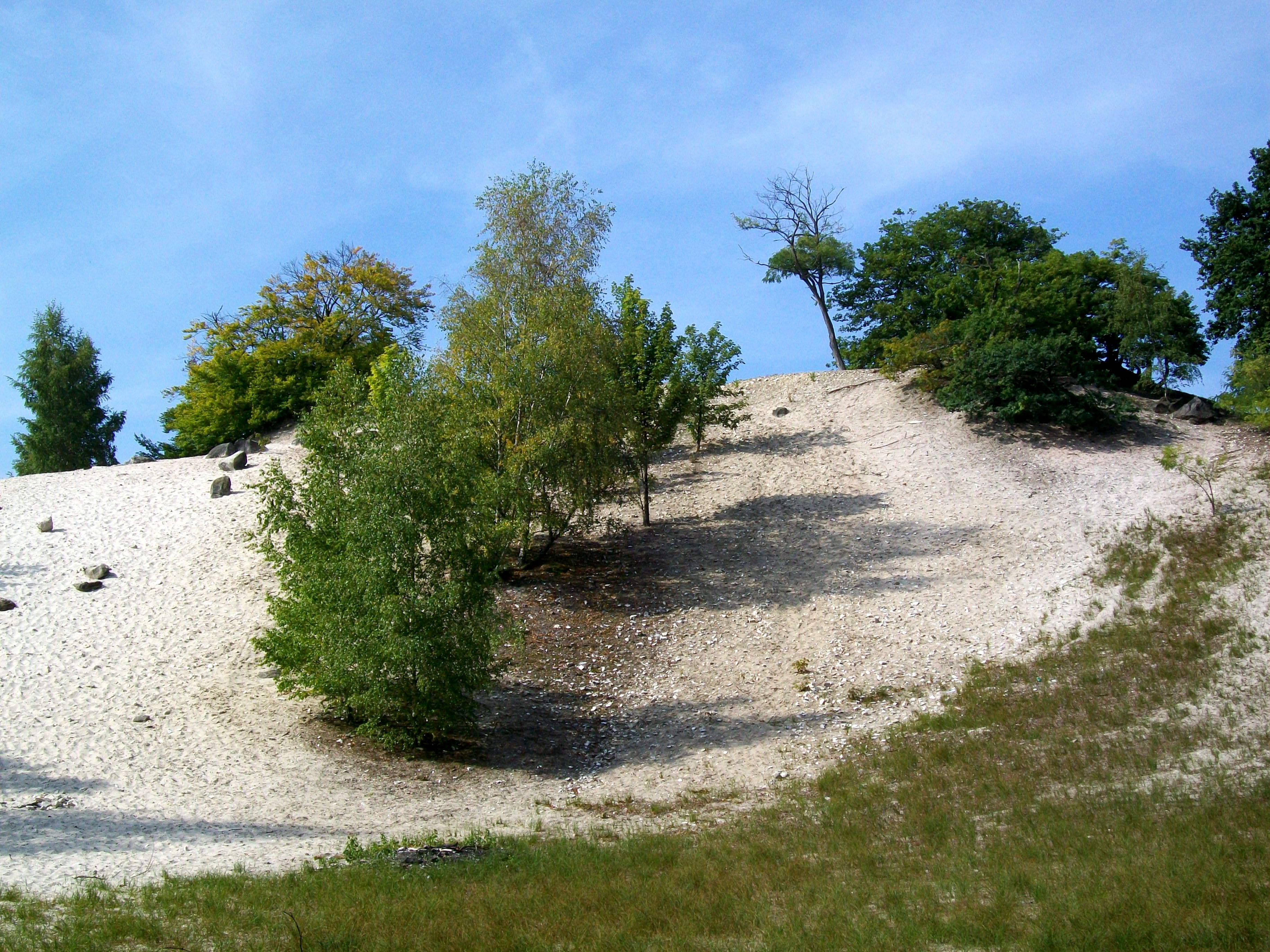
La butte d'Aumont.
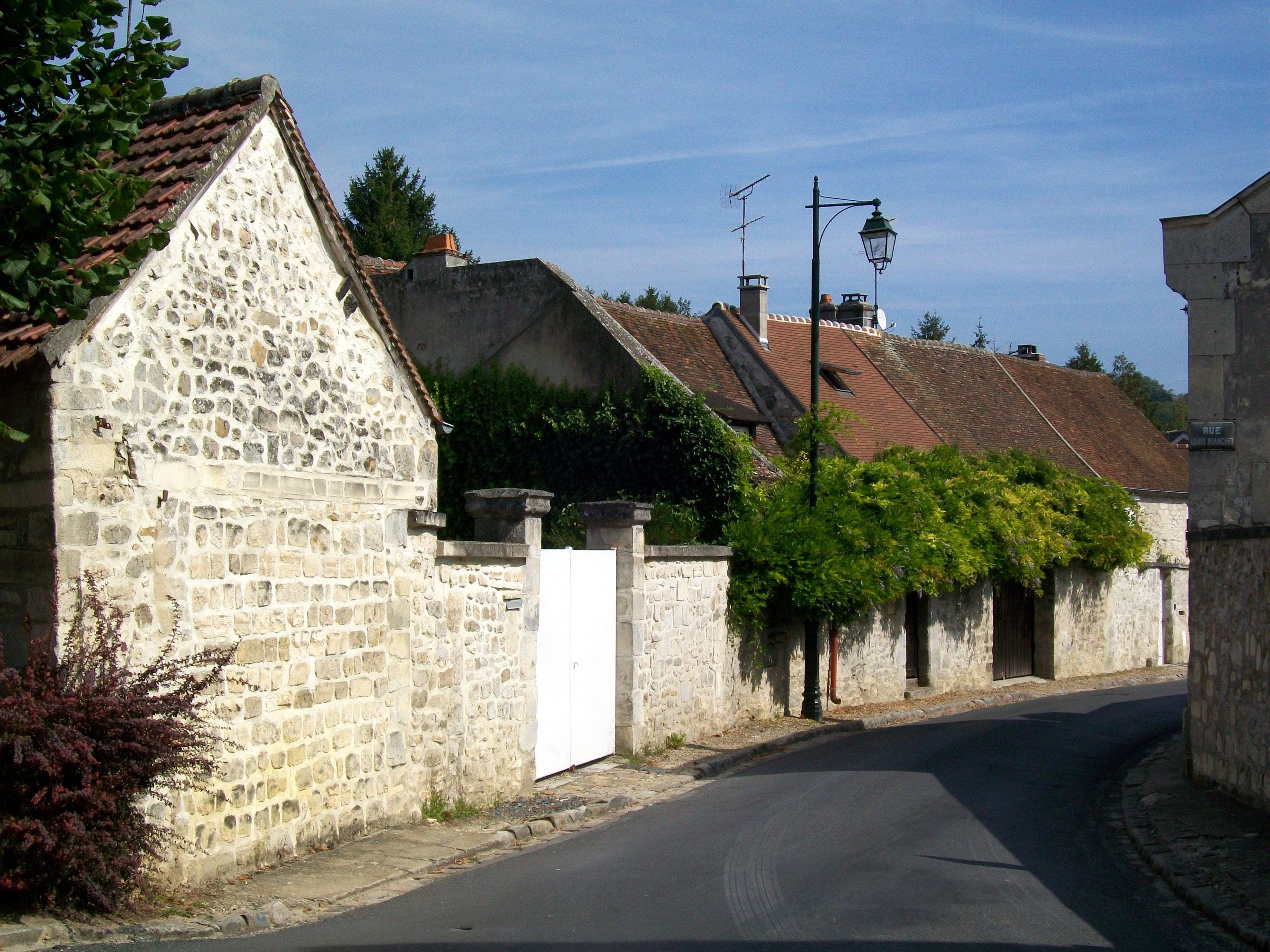
Architecture traditionnelle, rue Louis-Blanchet
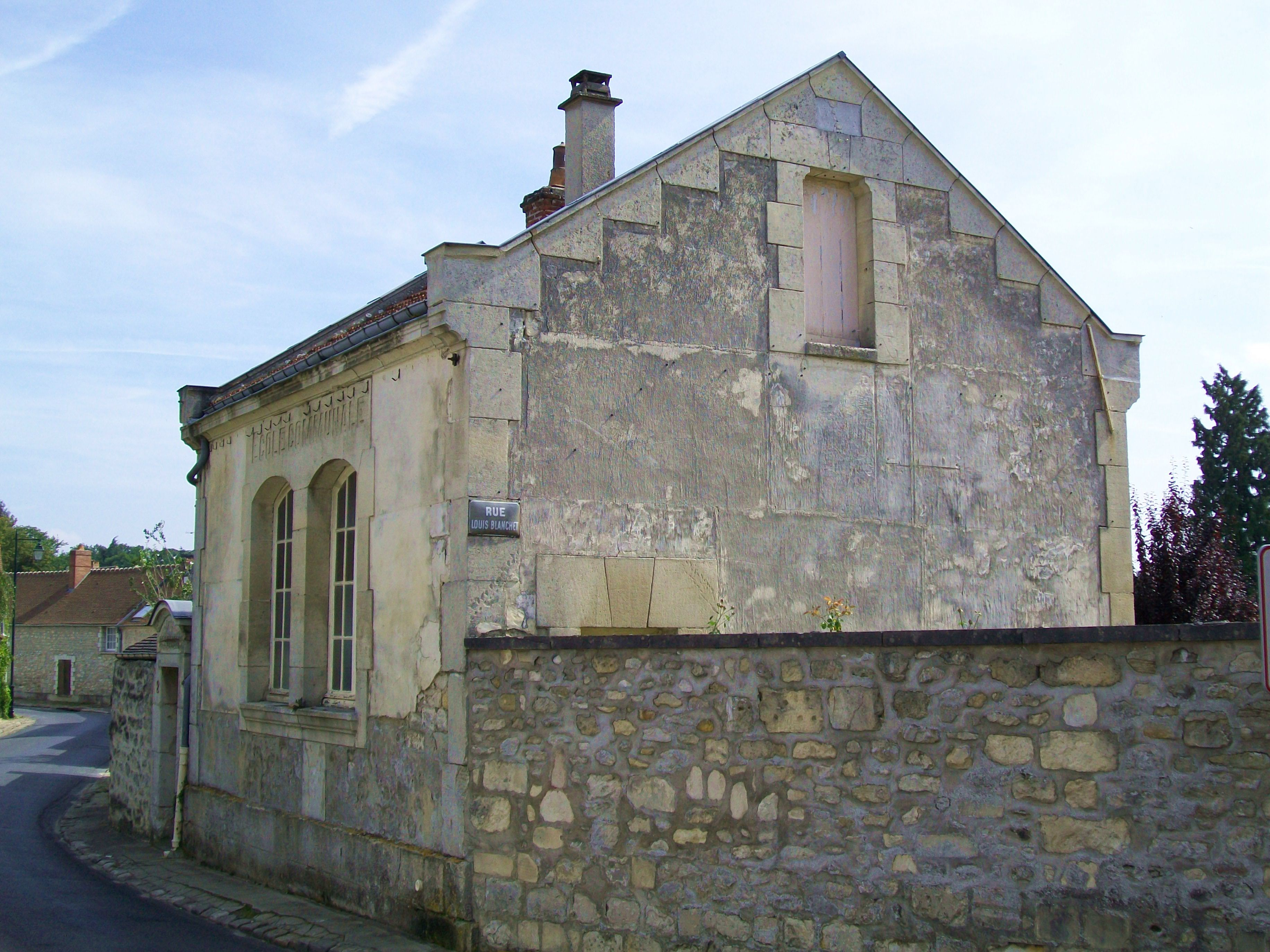
L'ancienne école.
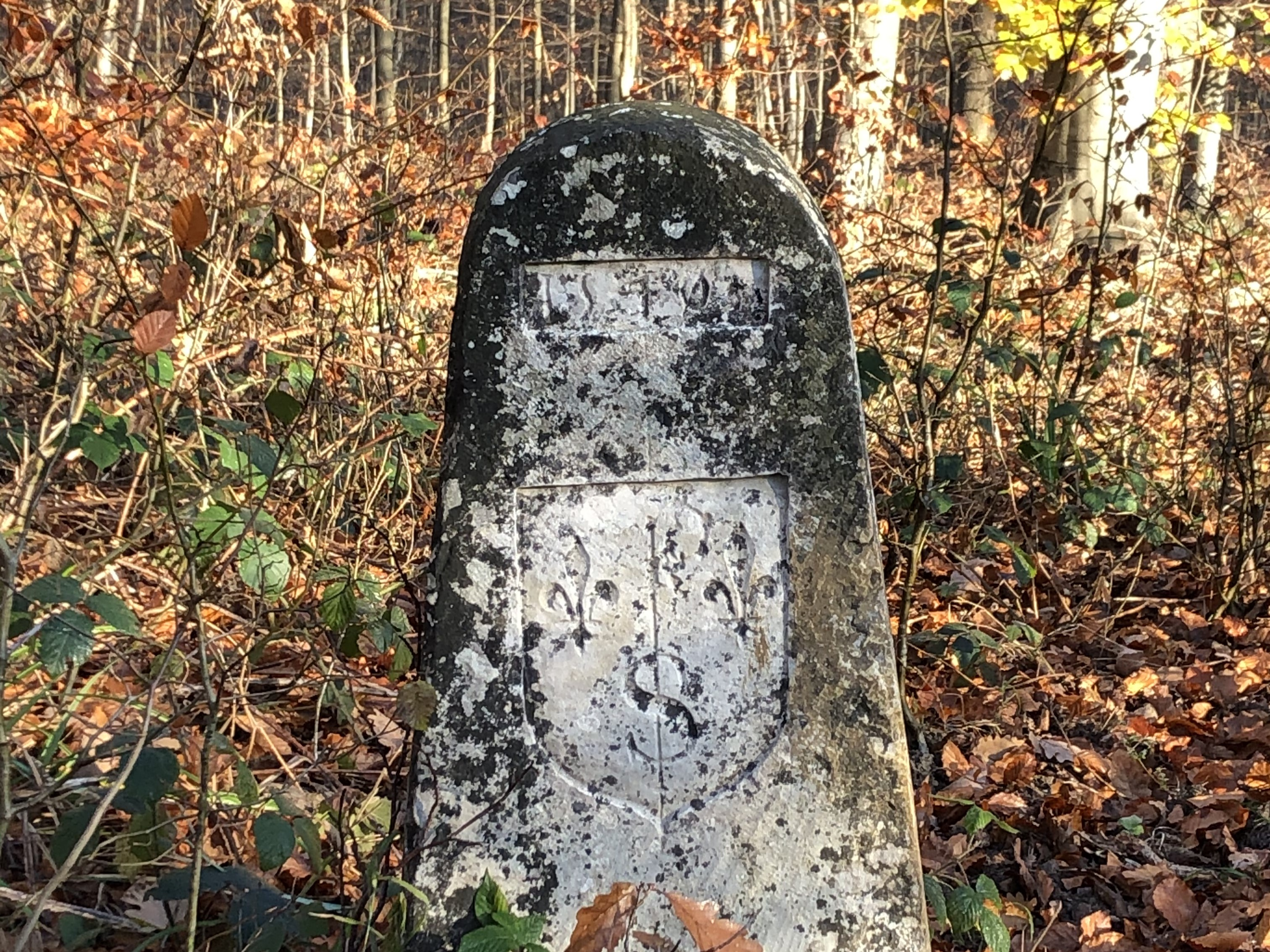
Borne armoriée de la forêt d'Halatte

### Patrimoine naturel
Aumont entre dans le périmètre du parc naturel régional Oise-Pays de France pour la totalité de son territoire. Son patrimoine naturel et paysager est protégé notamment par la zone naturelle d'intérêt écologique, faunistique et floristique (ZNIEFF) type 1 no  national 220005064 « Massif forestier d'Halatte » qui englobe la totalité du territoire communal, à l'exclusion seulement du village proprement dit et de la parcelle agricole tout au sud. La ZNIEFF est à Aumont la protection la plus récente.
Elle a été précédée sur la commune par le site naturel classé de la forêt d'Halatte et de ses glacis agricoles (classement par décret du 5 août 1993) et par le site naturel inscrit de la vallée de la Nonette (inscription par décret du 6 février 1970). Contrairement à ce que suggère son appellation, ce site ne concerne pas que les communes traversées par la Nonette et ses affluents, mais bien la quasi-totalité de la portion du parc naturel régional incombant à l'Oise. - Les possibilités de randonnée pédestre sont nombreuses en forêt d'Halatte. Un sentier de petite randonnée (PR) fait le tour du mont Alta depuis le parking à l'ouest du village, route de Creil. Le sentier de grande randonnée 12 (GR 12) touche une extrémité du territoire communal, au carrefour du mont Alta, qui est partagé avec Senlis. Est à noter toutefois l'absence de liaison pédestre avec les communes voisines d'Apremont et Verneuil-en-Halatte.

### Personnalités liées à la commune
- Louis Andlauer (1919-1999), navigateur-bombardier aux Forces aériennes françaises libres, Compagnon de la Libération, y a détenu une résidence secondaire.
- Henri Barbusse (1873-1935), écrivain français, acquit une petite maison à Aumont en 1910, qui devint sa résidence secondaire[30].
- Raoul Bompard (1860-1939), ancien député de la Seine (de 1898 à 1902), conseiller à la Cour de Cassation, y a détenu une résidence secondaire.
- Henri de Bordas (1921-2011), pilote des Forces aériennes françaises libres, Compagnon de la libération, est inhumé dans la commune.
- Le comte Moïse de Camondo (1860-1935), banquier et collectionneur d'art français, fondateur du musée Nissim-de-Camondo, avait la « Villa Béatrice » comme résidence secondaire à Aumont[57],[30]..
- Gabriel Grovlez (1879-1944), compositeur et pianiste, a séjourné régulièrement à Aumont dans une maison acquise en 1905. Il en a été conseiller municipal, et repose dans le cimetière communal[30]..